# Morti nel 1986
| Questa pagina contiene informazioni ricavate automaticamente dalle voci biografiche con l'ausilio del template Bio e di un bot. L'aggiornamento è periodico e automatico e ricostruisce completamente la pagina. Se manca una persona in questa lista, sei pregato di non aggiungerla, ma accertati piuttosto che la sua voce biografica contenga il template Bio e che i dati anagrafici siano correttamente compilati. Se il template Bio manca, inseriscilo tu stesso o, in alternativa, metti l'avviso {{tmp\|Bio}} che ne segnala la mancanza. Se i dati riportati sono sbagliati, correggi direttamente la voce biografica; le modifiche saranno visibili in questa lista entro pochi giorni. Per chiarimenti vedi il progetto biografie. La lista contiene solo le 1.340 persone che sono citate nell'enciclopedia e per le quali è stato implementato correttamente il template Bio. Pagina aggiornata al 18 ago 2025. |

## Gennaio(119)
- 1º gennaio - David Cecil, biografo, anglista e scrittore britannico (n. 1902)
- 1º gennaio - Marty Friedman, cestista e allenatore di pallacanestro statunitense (n. 1889)
- 2 gennaio - John Hargis, cestista statunitense (n. 1920)
- 2 gennaio - Herb Magidson, paroliere statunitense (n. 1906)
- 2 gennaio - Una Merkel, attrice statunitense (n. 1903)
- 2 gennaio - Antonio Roasio, partigiano e politico italiano (n. 1902)
- 2 gennaio - Vladimir Ladislas Tarasevitch, vescovo cattolico bielorusso (n. 1921)
- 3 gennaio - Silvio Antonini, politico italiano (n. 1920)
- 3 gennaio - Antonio Asturi, pittore italiano (n. 1904)
- 3 gennaio - Antonio Peternel, calciatore e allenatore di calcio italiano (n. 1910)
- 3 gennaio - Stefano Scandolara, paroliere e produttore discografico italiano (n. 1944)
- 3 gennaio - Pietro Zardini, attore italiano (n. 1907)
- 4 gennaio - Giuseppe Addobbati, attore italiano (n. 1909)
- 4 gennaio - Gösta Bernhard, attore, regista e sceneggiatore svedese (n. 1910)
- 4 gennaio - Christopher Isherwood, scrittore britannico (n. 1904)
- 4 gennaio - Philip Lynott, bassista, cantante e chitarrista irlandese (n. 1949)
- 4 gennaio - Boris Ėduardovič Nirenburg, regista sovietico (n. 1911)
- 4 gennaio - Paolo Tarantino, politico italiano (n. 1923)
- 5 gennaio - Wei Wu Wei, regista, direttore teatrale e filosofo inglese (n. 1895)
- 5 gennaio - Ilmari Salminen, mezzofondista finlandese (n. 1902)
- 5 gennaio - Radovan Zogović, poeta e politico montenegrino (n. 1907)
- 6 gennaio - Marco Antonio Araujo, musicista brasiliano (n. 1949)
- 6 gennaio - Erminio Asin, calciatore italiano (n. 1914)
- 6 gennaio - Carlo Canella, militare e aviatore italiano (n. 1913)
- 7 gennaio - Giovanni Calveri, calciatore italiano (n. 1923)
- 7 gennaio - Giovanni Civili, calciatore italiano (n. 1919)
- 7 gennaio - Július Nemčík, pittore slovacco (n. 1909)
- 7 gennaio - Juan Rulfo, scrittore, sceneggiatore e fotografo messicano (n. 1917)
- 7 gennaio - Rodolfo Sabbatini, giornalista italiano (n. 1927)
- 8 gennaio - Pierre Fournier, violoncellista francese (n. 1906)
- 8 gennaio - Károly Mikes, calciatore ungherese (n. 1913)
- 9 gennaio - Alfonso Artioli, illustratore, pittore e umorista italiano (n. 1913)
- 9 gennaio - Michel de Certeau, gesuita, antropologo e linguista francese (n. 1925)
- 9 gennaio - Lucia Chase, ballerina, attrice e direttrice artistica statunitense (n. 1897)
- 9 gennaio - Marcello Morace, giornalista italiano (n. 1935)
- 10 gennaio - Ernst Lehner, calciatore tedesco (n. 1912)
- 10 gennaio - Jaroslav Seifert, poeta e giornalista ceco (n. 1901)
- 11 gennaio - Il'ja Aleksandrovič Averbach, regista sovietico (n. 1934)
- 11 gennaio - Kazuo Kamimura, fumettista, illustratore e saggista giapponese (n. 1940)
- 11 gennaio - Walter Philip Kellenberg, vescovo cattolico statunitense (n. 1901)
- 11 gennaio - Henri-Charles Puech, storico delle religioni francese (n. 1902)
- 12 gennaio - Marcel Arland, scrittore, saggista e critico letterario francese (n. 1899)
- 12 gennaio - Ludwig Biermann, astronomo tedesco (n. 1907)
- 12 gennaio - Ladislao Brazionis, calciatore uruguaiano (n. 1929)
- 12 gennaio - Juan Carlos Corazzo, calciatore e allenatore di calcio uruguaiano (n. 1907)
- 12 gennaio - Assia Dagher, attrice e produttrice cinematografica egiziana (n. 1908)
- 12 gennaio - Bob Kaufman, poeta statunitense (n. 1925)
- 12 gennaio - Lars Leksell, medico svedese (n. 1907)
- 12 gennaio - Isidoro Piubellini, ciclista su strada italiano (n. 1909)
- 12 gennaio - Herbert Prince, calciatore inglese (n. 1892)
- 12 gennaio - Eduardo Risso, canottiere uruguaiano (n. 1925)
- 13 gennaio - Georges Christiaens, ciclista su strada belga (n. 1930)
- 13 gennaio - Abd al-Fattah Isma'il, politico yemenita (n. 1939)
- 13 gennaio - Risei Kanō, judoka e dirigente sportivo giapponese (n. 1900)
- 13 gennaio - Mario Villini, allenatore di calcio e calciatore italiano (n. 1903)
- 14 gennaio - Daniel Balavoine, cantautore francese (n. 1952)
- 14 gennaio - Donna Reed, attrice statunitense (n. 1921)
- 14 gennaio - Thierry Sabine, pilota automobilistico francese (n. 1949)
- 14 gennaio - Valerian Zorin, diplomatico sovietico (n. 1902)
- 15 gennaio - Knut Brynildsen, calciatore norvegese (n. 1917)
- 16 gennaio - Gioacchino Colizzi, disegnatore italiano (n. 1894)
- 16 gennaio - Giancarlo Dughetti, pittore italiano (n. 1931)
- 18 gennaio - Frida Clara, sciatrice alpina italiana (n. 1909)
- 18 gennaio - Araldo di Crollalanza, giornalista e politico italiano (n. 1892)
- 18 gennaio - Eugen Ray, velocista tedesco orientale (n. 1957)
- 18 gennaio - Edmundo Rivero, musicista, compositore e chitarrista argentino (n. 1911)
- 18 gennaio - Jan Wimmer, calciatore cecoslovacco (n. 1903)
- 19 gennaio - Ernesto Sestan, storico italiano (n. 1898)
- 20 gennaio - Obrad Belošević, arbitro di pallacanestro jugoslavo (n. 1928)
- 20 gennaio - Philippe Bono, ciclista su strada francese (n. 1909)
- 20 gennaio - Cesarina Gheraldi, attrice italiana (n. 1915)
- 20 gennaio - Franz Kemser, bobbista tedesco (n. 1910)
- 20 gennaio - Grace Evelyn Pickford, biologa britannica (n. 1902)
- 20 gennaio - Tove Tellback, attrice norvegese (n. 1899)
- 21 gennaio - Vittorio Duina, imprenditore e dirigente sportivo italiano (n. 1916)
- 21 gennaio - Gordon Holmes MacMillan, generale scozzese (n. 1897)
- 21 gennaio - Tatsumi Hijikata, coreografo giapponese (n. 1928)
- 21 gennaio - Margherita d'Asburgo-Lorena, principessa (n. 1894)
- 21 gennaio - Margery Wilson, attrice e regista statunitense (n. 1896)
- 23 gennaio - Joseph Beuys, pittore, scultore e performance artist tedesco (n. 1921)
- 23 gennaio - Ettore Borgetti, calciatore italiano (n. 1897)
- 23 gennaio - Georges Las Vergnas, scrittore francese (n. 1911)
- 23 gennaio - Willard Van Dyke, fotografo statunitense (n. 1906)
- 24 gennaio - Ottorino Aloisio, architetto italiano (n. 1902)
- 24 gennaio - Victor Crutchley, ammiraglio inglese (n. 1893)
- 24 gennaio - L. Ron Hubbard, scrittore statunitense (n. 1911)
- 24 gennaio - Carlos Lutringer, cestista argentino (n. 1938)
- 24 gennaio - Gordon MacRae, attore e cantante statunitense (n. 1921)
- 24 gennaio - Giampaolo Marinoni, pilota motociclistico e poliziotto italiano (n. 1955)
- 24 gennaio - George Paterson, calciatore e allenatore di calcio scozzese (n. 1914)
- 24 gennaio - Emeric Imre Szasz, nuotatore e allenatore di pallanuoto ungherese (n. 1896)
- 24 gennaio - Leopold Szondi, psichiatra ungherese (n. 1893)
- 25 gennaio - Edda Ferronao, attrice italiana (n. 1934)
- 25 gennaio - Albert Grossman, imprenditore e manager statunitense (n. 1926)
- 25 gennaio - Alfred Huber, calciatore tedesco (n. 1910)
- 26 gennaio - Bernard Lorjou, pittore e scultore francese (n. 1908)
- 26 gennaio - Julien Médécin, architetto monegasco (n. 1894)
- 27 gennaio - Nikhil Banerjee, compositore e musicista indiano (n. 1931)
- 27 gennaio - Karl Köther, pistard tedesco (n. 1905)
- 27 gennaio - Lilli Palmer, attrice e scrittrice tedesca (n. 1914)
- 27 gennaio - Michal Vičan, allenatore di calcio e calciatore slovacco (n. 1925)
- 28 gennaio - Gregory Jarvis, astronauta statunitense (n. 1944)
- 28 gennaio - Christa McAuliffe, insegnante statunitense (n. 1948)
- 28 gennaio - Ronald McNair, astronauta statunitense (n. 1950)
- 28 gennaio - Ellison Onizuka, astronauta statunitense (n. 1946)
- 28 gennaio - Judith Resnik, astronauta statunitense (n. 1949)
- 28 gennaio - Dick Scobee, astronauta statunitense (n. 1939)
- 28 gennaio - Michael John Smith, astronauta statunitense (n. 1945)
- 29 gennaio - Leif Erickson, attore statunitense (n. 1911)
- 29 gennaio - Edmond Leveugle, calciatore francese (n. 1904)
- 29 gennaio - Manfred Metzger, velista svizzero (n. 1905)
- 29 gennaio - Ulrich Tuchel, ingegnere e imprenditore tedesco (n. 1904)
- 30 gennaio - Alvaro Nuvoloni, pugile e cantante italiano (n. 1924)
- 30 gennaio - Giuseppe Palomba, economista italiano (n. 1908)
- 30 gennaio - Ivan Dmitrievič Papanin, ammiraglio e esploratore russo (n. 1894)
- 30 gennaio - Gusztáv Sebes, allenatore di calcio, calciatore e dirigente sportivo ungherese (n. 1906)
- 31 gennaio - Enea Franza, avvocato e politico italiano (n. 1907)
- 31 gennaio - Silvio Tozzi, lottatore italiano (n. 1908)
- 31 gennaio - Moderato Wisintainer, calciatore brasiliano (n. 1902)

## Febbraio(102)
- 1º febbraio - Dick James, editore musicale e produttore discografico britannico (n. 1920)
- 1º febbraio - Alva Myrdal, diplomatica, politica e scrittrice svedese (n. 1902)
- 1º febbraio - Lambert Redd, lunghista statunitense (n. 1908)
- 1º febbraio - Ida Rhodes, matematica russa (n. 1900)
- 2 febbraio - Nils Alwall, inventore e medico svedese (n. 1904)
- 2 febbraio - Gino Hernandez, wrestler statunitense (n. 1957)
- 2 febbraio - Gino Pedroli, fotografo svizzero (n. 1898)
- 3 febbraio - Umberto Luciano Altomare, vescovo cattolico italiano (n. 1914)
- 3 febbraio - Art Chapman, cestista canadese (n. 1912)
- 3 febbraio - Luther Harris, cestista statunitense (n. 1923)
- 3 febbraio - Alfred Vohrer, regista, sceneggiatore e attore tedesco (n. 1914)
- 4 febbraio - Margit Elek, schermitrice ungherese (n. 1910)
- 5 febbraio - Luigi Bazzi, progettista italiano (n. 1892)
- 5 febbraio - René Joffroy, archeologo francese (n. 1915)
- 6 febbraio - Carlo Francavilla, politico e giornalista italiano (n. 1916)
- 6 febbraio - Irene Genna, attrice italiana (n. 1931)
- 6 febbraio - Sergio Iesi, schermidore italiano (n. 1912)
- 6 febbraio - Ray Moyer, scenografo statunitense (n. 1898)
- 6 febbraio - Marty Reiter, cestista statunitense (n. 1911)
- 6 febbraio - John C. H. Wu, giurista e scrittore cinese (n. 1899)
- 7 febbraio - Cheikh Anta Diop, storico e antropologo senegalese (n. 1923)
- 7 febbraio - Armand Preud'homme, compositore e organista belga (n. 1904)
- 7 febbraio - Dick Southwood, canottiere britannico (n. 1906)
- 7 febbraio - Minoru Yamasaki, architetto statunitense (n. 1912)
- 9 febbraio - Luigi Cabrini, calciatore e giornalista italiano (n. 1906)
- 9 febbraio - Eleonora Kaminskaitė, canottiera lituana (n. 1951)
- 9 febbraio - Tauno Kovanen, lottatore finlandese (n. 1917)
- 9 febbraio - Francesco Monaco, vescovo cattolico italiano (n. 1898)
- 9 febbraio - Ben Nye, truccatore statunitense (n. 1907)
- 10 febbraio - Brian Aherne, attore e scrittore inglese (n. 1902)
- 10 febbraio - Paolo Cavallina, giornalista, scrittore e conduttore radiofonico italiano (n. 1916)
- 10 febbraio - Lando Conti, politico italiano (n. 1933)
- 10 febbraio - Angiolo Del Lungo, giornalista italiano (n. 1900)
- 10 febbraio - Jon Snersrud, combinatista nordico e saltatore con gli sci norvegese (n. 1902)
- 11 febbraio - Arsénio Duarte, calciatore portoghese (n. 1925)
- 11 febbraio - Roberta Giusti, annunciatrice televisiva e conduttrice televisiva italiana (n. 1944)
- 11 febbraio - Pauline Polaire, attrice italiana (n. 1904)
- 11 febbraio - Frank Herbert, scrittore di fantascienza statunitense (n. 1920)
- 11 febbraio - Frans Van Hellemont, ciclista su strada e ciclocrossista belga (n. 1917)
- 13 febbraio - Mike Danzi, chitarrista statunitense (n. 1898)
- 13 febbraio - Luigi De Manincor, velista italiano (n. 1910)
- 14 febbraio - Francisco Ferreira, calciatore portoghese (n. 1919)
- 14 febbraio - Giovambattista Grimaldi, politico italiano (n. 1923)
- 14 febbraio - Edmund Rubbra, compositore britannico (n. 1901)
- 15 febbraio - Galliano Masini, tenore italiano (n. 1896)
- 16 febbraio - Howard Da Silva, attore statunitense (n. 1909)
- 16 febbraio - Joseph Duell, danzatore e coreografo statunitense (n. 1956)
- 16 febbraio - Luigi Pedrollo, presbitero italiano (n. 1888)
- 17 febbraio - Jiddu Krishnamurti, filosofo, oratore e mistico apolide (n. 1895)
- 17 febbraio - Wanda Rewska Colacino, artista polacca (n. 1907)
- 17 febbraio - Red Ruffing, giocatore di baseball statunitense (n. 1905)
- 17 febbraio - Paul Stewart, attore e regista statunitense (n. 1908)
- 17 febbraio - Suzuki Izumi, scrittrice, modella e attrice giapponese (n. 1949)
- 17 febbraio - Emil Vodder, fisioterapista danese (n. 1896)
- 18 febbraio - Nelson Cavaquinho, cantante e compositore brasiliano (n. 1911)
- 18 febbraio - Vilmos Kohut, calciatore e allenatore di calcio ungherese (n. 1906)
- 18 febbraio - Pietro Sforzin, calciatore italiano (n. 1919)
- 18 febbraio - Václav Smetáček, oboista e direttore d'orchestra ceco (n. 1906)
- 19 febbraio - Bill Anderson, allenatore di calcio e calciatore inglese (n. 1913)
- 19 febbraio - Adolfo Celi, attore, regista e sceneggiatore italiano (n. 1922)
- 19 febbraio - André Leroi-Gourhan, etnologo, archeologo e antropologo francese (n. 1911)
- 19 febbraio - Francisco Paulo Mignone, compositore, pianista e direttore d'orchestra brasiliano (n. 1897)
- 19 febbraio - Barry Seal, criminale e aviatore statunitense (n. 1939)
- 19 febbraio - Dorothea Wieck, attrice tedesca (n. 1908)
- 20 febbraio - Emanuele Caniggia, architetto italiano (n. 1891)
- 20 febbraio - Arne Linderholm, calciatore svedese (n. 1916)
- 20 febbraio - Salvador Mota, calciatore messicano (n. 1922)
- 20 febbraio - Bert Schneider, pugile canadese (n. 1897)
- 21 febbraio - Victor Canning, scrittore britannico (n. 1911)
- 21 febbraio - Umberto Di Falco, calciatore italiano (n. 1914)
- 21 febbraio - Albert Ernst, militare tedesco (n. 1912)
- 21 febbraio - Shigechiyo Izumi, centenario giapponese
- 21 febbraio - Edvardas Mikučiauskas, calciatore lituano (n. 1901)
- 21 febbraio - Mart Stam, architetto, urbanista e designer olandese (n. 1899)
- 22 febbraio - Tom Bradshaw, calciatore scozzese (n. 1904)
- 22 febbraio - Eraldo Gastone, partigiano e politico italiano (n. 1913)
- 22 febbraio - Giuseppe Macedonio, ceramista, scultore e pittore italiano (n. 1906)
- 23 febbraio - Andoni Elizondo, calciatore e allenatore di calcio spagnolo (n. 1932)
- 23 febbraio - Ernst Neufert, architetto tedesco (n. 1900)
- 23 febbraio - Boris Abramovič Sluckij, poeta sovietico (n. 1919)
- 23 febbraio - Nino Taranto, attore, comico e cantante italiano (n. 1907)
- 24 febbraio - Rukmini Devi, danzatrice e politica indiana (n. 1904)
- 24 febbraio - Tommy Douglas, politico canadese (n. 1904)
- 25 febbraio - Pasquale Festa Campanile, regista, sceneggiatore e scrittore italiano (n. 1927)
- 25 febbraio - Henriette Grindat, fotografa svizzera (n. 1923)
- 25 febbraio - Ettore Viola, militare e politico italiano (n. 1894)
- 26 febbraio - Georgette Berger, modella belga (n. 1901)
- 26 febbraio - Aida Ivanovna Manasarova, regista sovietico (n. 1925)
- 26 febbraio - Bruno Sereni, giornalista, scrittore e antifascista italiano (n. 1905)
- 27 febbraio - Gholam-Hossein Banan, musicista iraniano (n. 1911)
- 27 febbraio - Gedeon Barcza, scacchista ungherese (n. 1911)
- 27 febbraio - Albert Beasley, calciatore inglese (n. 1913)
- 27 febbraio - Eugene Forde, regista statunitense (n. 1898)
- 27 febbraio - Arnaldo Ortelli, calciatore svizzero (n. 1913)
- 27 febbraio - Jacques Plante, hockeista su ghiaccio canadese (n. 1929)
- 28 febbraio - Robbie Basho, cantautore e chitarrista statunitense (n. 1940)
- 28 febbraio - Michel Brusseaux, calciatore e allenatore di calcio francese (n. 1913)
- 28 febbraio - William Dollar, ballerino, coreografo e insegnante statunitense (n. 1907)
- 28 febbraio - Laura Z. Hobson, scrittrice statunitense (n. 1900)
- 28 febbraio - David J. Impastato, neurologo e psichiatra italiano (n. 1903)
- 28 febbraio - Kenneth MacCorquodale, psicologo statunitense (n. 1919)
- 28 febbraio - Olof Palme, politico svedese (n. 1927)

## Marzo(106)
- 1º marzo - Igor' Celoval'nikov, pistard sovietico (n. 1944)
- 1º marzo - Desmond Dickinson, direttore della fotografia britannico (n. 1902)
- 2 marzo - Bruno Martinotti, direttore d'orchestra e compositore italiano (n. 1936)
- 2 marzo - Hymie Ginsburg, cestista statunitense (n. 1914)
- 2 marzo - Cesare Polacco, attore e doppiatore italiano (n. 1900)
- 3 marzo - Peter Capell, attore tedesco (n. 1912)
- 3 marzo - Léonard Daghelinckx, pistard belga (n. 1900)
- 3 marzo - Guido Graziani, allenatore di pallacanestro, allenatore di baseball e dirigente sportivo italiano (n. 1896)
- 4 marzo - Ding Ling, scrittrice cinese (n. 1904)
- 4 marzo - František Hochmann, calciatore cecoslovacco (n. 1904)
- 4 marzo - Albert Lester Lehninger, biochimico statunitense (n. 1917)
- 4 marzo - Richard Manuel, musicista e compositore canadese (n. 1943)
- 4 marzo - Ljudmyla Volodymyrivna Rudenko, scacchista sovietica (n. 1904)
- 5 marzo - Wanda Bontà, scrittrice e giornalista italiana (n. 1902)
- 5 marzo - Emilio Clauser, matematico e fisico italiano (n. 1917)
- 5 marzo - George Nelson, designer, grafico e architetto statunitense (n. 1908)
- 6 marzo - Adolph Caesar, attore statunitense (n. 1933)
- 6 marzo - Georgia O'Keeffe, pittrice statunitense (n. 1887)
- 6 marzo - Orlando Paladino Orlandini, scultore e medaglista italiano (n. 1905)
- 6 marzo - Vahram Papazyan, atleta armeno (n. 1892)
- 6 marzo - Jerry Paulson, cestista statunitense (n. 1935)
- 6 marzo - István Pelle, ginnasta ungherese (n. 1907)
- 7 marzo - Emma Baron, attrice italiana (n. 1904)
- 7 marzo - Giacomo Di Segni, pugile e attore italiano (n. 1919)
- 8 marzo - Victor Borghi, fondista svizzero (n. 1912)
- 8 marzo - Hans Knecht, ciclista su strada, pistard e ciclocrossista svizzero (n. 1913)
- 9 marzo - Mario Moglia, pittore svizzero (n. 1915)
- 9 marzo - Ignác Molnár, allenatore di calcio e calciatore ungherese (n. 1901)
- 9 marzo - Michael Strunge, poeta danese (n. 1958)
- 10 marzo - Heinz Emmerich, calciatore tedesco (n. 1908)
- 10 marzo - Ray Milland, attore e regista gallese (n. 1907)
- 10 marzo - Emerson Norton, multiplista statunitense (n. 1900)
- 11 marzo - Ricardo Frione, calciatore e allenatore di calcio uruguaiano (n. 1911)
- 11 marzo - Sherman Kent, storico statunitense (n. 1903)
- 11 marzo - Giuseppe Moruzzi, neurofisiologo italiano (n. 1910)
- 11 marzo - Herbert Runge, pugile tedesco (n. 1913)
- 11 marzo - Sonny Terry, armonicista e attore statunitense (n. 1911)
- 11 marzo - Roger Trinquier, militare francese (n. 1908)
- 11 marzo - Gino Zanni, calciatore italiano (n. 1910)
- 12 marzo - Thure Johansson, lottatore svedese (n. 1912)
- 13 marzo - Domenico Albanese, politico italiano (n. 1916)
- 13 marzo - Azalea Cobelli, cestista italiana (n. 1927)
- 13 marzo - Eugen Gerstenmaier, teologo e politico tedesco (n. 1906)
- 13 marzo - George M. A. Hanfmann, archeologo statunitense (n. 1911)
- 13 marzo - Josef Kuchař, calciatore cecoslovacco (n. 1901)
- 13 marzo - Angelo Litrico, stilista italiano (n. 1927)
- 14 marzo - Edith Atwater, attrice statunitense (n. 1911)
- 14 marzo - Francesco Cognasso, storico italiano (n. 1886)
- 14 marzo - Johann de Boer, generale tedesco (n. 1897)
- 15 marzo - Angelo Lorenzi, politico e antifascista italiano (n. 1892)
- 15 marzo - Miguel Darío Miranda y Gómez, cardinale e arcivescovo cattolico messicano (n. 1895)
- 15 marzo - Pandelis Prevelakis, romanziere, poeta e drammaturgo greco (n. 1909)
- 16 marzo - Vera Molnar, attrice tedesca (n. 1923)
- 17 marzo - Glubb Pascià, generale britannico (n. 1897)
- 17 marzo - Heinz Nixdorf, informatico e imprenditore tedesco (n. 1925)
- 18 marzo - Bernard Malamud, scrittore statunitense (n. 1914)
- 18 marzo - Gian Paolo Meucci, magistrato italiano (n. 1919)
- 19 marzo - Jon Lormer, attore statunitense (n. 1906)
- 19 marzo - Anna d'Orléans, principessa francese (n. 1906)
- 19 marzo - Pedro Rizzetti, calciatore brasiliano (n. 1907)
- 19 marzo - Lino Venturi, politico italiano (n. 1927)
- 19 marzo - Luciano Virgili, cantante italiano (n. 1922)
- 20 marzo - Giorgio Rognoni, calciatore italiano (n. 1946)
- 21 marzo - August De Boodt, politico belga (n. 1895)
- 22 marzo - John W. Bricker, politico statunitense (n. 1893)
- 22 marzo - Olive Deering, attrice statunitense (n. 1918)
- 22 marzo - Mark Dinning, cantante statunitense (n. 1933)
- 22 marzo - Michele Sindona, faccendiere, banchiere e criminale italiano (n. 1920)
- 22 marzo - Charles Starrett, attore statunitense (n. 1903)
- 23 marzo - Ettore Bocchini Padiglione, cavaliere, militare e diplomatico italiano (n. 1901)
- 23 marzo - René Cornu, nuotatore francese (n. 1929)
- 23 marzo - Moshe Feinstein, rabbino e teologo lituano (n. 1895)
- 23 marzo - Mario Ferraris, calciatore italiano (n. 1904)
- 23 marzo - Étienne Mattler, calciatore e allenatore di calcio francese (n. 1905)
- 23 marzo - Bruno Tacconi, scrittore e odontoiatra italiano (n. 1913)
- 23 marzo - Anastasija Platonovna Zueva, attrice sovietica (n. 1896)
- 24 marzo - Jean Tourane, regista francese (n. 1919)
- 24 marzo - Francesco Bruno, botanico italiano (n. 1897)
- 24 marzo - Jože Kuralt, sciatore alpino jugoslavo (n. 1957)
- 24 marzo - Edmond Leclère, cestista francese (n. 1912)
- 24 marzo - Michele I del Montenegro, re montenegrino (n. 1908)
- 24 marzo - Ernest Rogez, pallanuotista francese (n. 1908)
- 25 marzo - Gloria Blondell, attrice e doppiatrice statunitense (n. 1915)
- 25 marzo - George Cehanovsky, baritono statunitense (n. 1892)
- 25 marzo - Saverio Garonzi, imprenditore e dirigente sportivo italiano (n. 1910)
- 25 marzo - Helmut Jahn, calciatore tedesco (n. 1917)
- 25 marzo - Domenico Mezzadra, partigiano e politico italiano (n. 1920)
- 25 marzo - Barbara Moffett, attrice statunitense (n. 1924)
- 26 marzo - Arturo Robba, politico italiano (n. 1903)
- 26 marzo - Bartlett Robinson, attore statunitense (n. 1912)
- 27 marzo - Constantin Stanciu, calciatore rumeno (n. 1907)
- 28 marzo - Eno Bellis, storico, archeologo e scrittore italiano (n. 1905)
- 28 marzo - Virginia Gilmore, attrice statunitense (n. 1919)
- 28 marzo - Attilio Moroni, giurista e teologo italiano (n. 1909)
- 29 marzo - Jessie Cross, velocista statunitense (n. 1909)
- 29 marzo - Claudio Truffi, sindacalista e funzionario italiano (n. 1922)
- 30 marzo - Helga Anders, attrice e doppiatrice tedesca (n. 1948)
- 30 marzo - Herman A. Blumenthal, scenografo statunitense (n. 1916)
- 30 marzo - James Cagney, attore e ballerino statunitense (n. 1899)
- 30 marzo - John Ciardi, poeta e traduttore statunitense (n. 1916)
- 31 marzo - Filippo Asaro, politico italiano (n. 1909)
- 31 marzo - Libero Bizzarri, giornalista, regista e scrittore italiano (n. 1926)
- 31 marzo - Grigorij Alekseevič Levkoev, regista cinematografico sovietico (n. 1899)
- 31 marzo - Jerry Paris, attore e regista statunitense (n. 1925)
- 31 marzo - Ermenegildo Preti, progettista e ingegnere italiano (n. 1918)
- 31 marzo - Paulus Rusch, vescovo cattolico e teologo tedesco (n. 1903)

## Aprile(96)
- 1º aprile - Erik Bruhn, danzatore, coreografo e attore danese (n. 1928)
- 1º aprile - Margaret Masterman, linguista britannica (n. 1910)
- 2 aprile - Gerald Goddard, pallanuotista sudafricano (n. 1920)
- 2 aprile - Jack Manning, fumettista e animatore statunitense (n. 1920)
- 2 aprile - Eduardo Notari, attore italiano (n. 1903)
- 3 aprile - Peter Pears, tenore inglese (n. 1910)
- 3 aprile - Kazem Shariatmadari, personalità religiosa iraniano (n. 1906)
- 4 aprile - Maria Aparecida Beruski, docente brasiliana (n. 1959)
- 4 aprile - Mimmo Poli, attore italiano (n. 1920)
- 4 aprile - Carlo Taranto, attore italiano (n. 1921)
- 5 aprile - Manly Wade Wellman, scrittore statunitense (n. 1903)
- 6 aprile - Peter Brugger, politico italiano (n. 1920)
- 6 aprile - Boris Gutnikov, violinista sovietico (n. 1931)
- 6 aprile - Raimundo Orsi, calciatore argentino (n. 1901)
- 6 aprile - El Solitario, wrestler messicano (n. 1946)
- 7 aprile - Rudolf Dilong, poeta e presbitero slovacco (n. 1905)
- 7 aprile - Chester Erskine, regista statunitense (n. 1905)
- 7 aprile - Leonid Vital'evič Kantorovič, matematico e economista sovietico (n. 1912)
- 7 aprile - Valerie von Martens, attrice austriaca (n. 1894)
- 7 aprile - Michael Warriner, canottiere britannico (n. 1908)
- 8 aprile - Robert du Mesnil du Buisson, storico, archeologo e militare francese (n. 1895)
- 8 aprile - Yukiko Okada, cantante giapponese (n. 1967)
- 8 aprile - Marcello Polesel, allenatore di calcio e calciatore italiano (n. 1910)
- 9 aprile - Rezső Wanié, nuotatore ungherese (n. 1908)
- 9 aprile - Jurij Timofeevič Ždanov, ballerino e coreografo sovietico (n. 1925)
- 10 aprile - Pierre Chesneau, calciatore francese (n. 1902)
- 10 aprile - Linda Creed, paroliera, cantante e compositrice statunitense (n. 1948)
- 10 aprile - Renato Ghiotto, scrittore, giornalista e sceneggiatore italiano (n. 1923)
- 10 aprile - František Vysocký, calciatore slovacco (n. 1921)
- 11 aprile - Mario Colombo, pilota motociclistico italiano (n. 1902)
- 11 aprile - Josef Růžička, lottatore cecoslovacco (n. 1925)
- 12 aprile - Joseph Dervaes, ciclista su strada belga (n. 1906)
- 12 aprile - Valentin Petrovič Kataev, scrittore russo (n. 1897)
- 12 aprile - Adriano Milani Comparetti, medico italiano (n. 1920)
- 13 aprile - Sulo Bärlund, pesista finlandese (n. 1910)
- 13 aprile - Frank DeCicco, mafioso statunitense (n. 1935)
- 13 aprile - Emanuele Giardina, avvocato, politico e giornalista italiano (n. 1903)
- 13 aprile - Stephen Stucker, attore statunitense (n. 1947)
- 13 aprile - Jack van Bebber, lottatore statunitense (n. 1907)
- 14 aprile - Simone de Beauvoir, scrittrice, saggista e filosofa francese (n. 1908)
- 14 aprile - Nitin Bose, regista, sceneggiatore e direttore della fotografia indiano (n. 1897)
- 14 aprile - Jole Bovio Marconi, archeologa italiana (n. 1897)
- 14 aprile - Luigi Maria Carli, arcivescovo cattolico italiano (n. 1914)
- 14 aprile - František Matys, calciatore cecoslovacco (n. 1923)
- 14 aprile - Jean-François Tournon, schermidore francese (n. 1905)
- 15 aprile - James Lindsay Almond, politico statunitense (n. 1898)
- 15 aprile - Joe Butterworth, attore statunitense (n. 1910)
- 15 aprile - Jean Genet, scrittore, drammaturgo e poeta francese (n. 1910)
- 15 aprile - Edmund Hakewill-Smith, generale britannico (n. 1896)
- 15 aprile - Don Hoefler, giornalista statunitense (n. 1922)
- 15 aprile - Robert Marjolin, economista e politico francese (n. 1911)
- 15 aprile - Tim McIntire, attore statunitense (n. 1944)
- 15 aprile - Michel Souriau, filosofo francese (n. 1891)
- 15 aprile - Chelso Tamagno, cestista statunitense (n. 1912)
- 16 aprile - Carlo Biagi, calciatore italiano (n. 1914)
- 17 aprile - Guido Calogero, filosofo, saggista e politico italiano (n. 1904)
- 17 aprile - Paul Costello, canottiere statunitense (n. 1894)
- 17 aprile - Marcel Dassault, pioniere dell'aviazione, ingegnere e imprenditore francese (n. 1892)
- 17 aprile - Hermann Friedrich Graebe, manager e ingegnere tedesco (n. 1900)
- 17 aprile - Bessie Head, scrittrice sudafricana (n. 1937)
- 17 aprile - Teddy Kotick, contrabbassista statunitense (n. 1928)
- 18 aprile - Antonio Lauro, compositore e chitarrista venezuelano (n. 1917)
- 18 aprile - Heinrich Lehmann-Willenbrock, ufficiale tedesco (n. 1911)
- 18 aprile - Joey Yale, attore pornografico statunitense (n. 1949)
- 19 aprile - Salvatore Sciascia, editore italiano (n. 1919)
- 20 aprile - Aleksei Nikolaevič Arbuzov, drammaturgo russo (n. 1908)
- 20 aprile - Doris Dawson, attrice statunitense (n. 1905)
- 21 aprile - Dixie Compton, attrice statunitense (n. 1899)
- 21 aprile - Giorgio Favaretto, pianista italiano (n. 1902)
- 21 aprile - Jozef Kalina, cestista cecoslovacco (n. 1924)
- 21 aprile - Renato Preziati, calciatore italiano (n. 1905)
- 22 aprile - Mircea Eliade, storico delle religioni, antropologo e scrittore romeno (n. 1907)
- 22 aprile - Go Se-tae, cestista sudcoreano (n. 1925)
- 22 aprile - Dick Moores, fumettista statunitense (n. 1909)
- 23 aprile - Harold Arlen, compositore statunitense (n. 1905)
- 23 aprile - Doxie Moore, allenatore di pallacanestro e dirigente sportivo statunitense (n. 1911)
- 23 aprile - Otto Preminger, regista, produttore cinematografico e attore austriaco (n. 1905)
- 23 aprile - Alberto Zorrilla, nuotatore argentino (n. 1906)
- 24 aprile - José Bianco, scrittore, giornalista e traduttore argentino (n. 1908)
- 24 aprile - Alberto Maria Ghisalberti, storico e antifascista italiano (n. 1894)
- 24 aprile - Gerardo Guerrieri, regista e drammaturgo italiano (n. 1920)
- 24 aprile - Wallis Simpson, socialite statunitense (n. 1896)
- 26 aprile - Valerij Il'ič Chodemčuk, ingegnere sovietico (n. 1951)
- 26 aprile - Broderick Crawford, attore statunitense (n. 1911)
- 26 aprile - Hermann Gmeiner, filantropo austriaco (n. 1919)
- 26 aprile - Bessie Love, attrice statunitense (n. 1898)
- 26 aprile - Vladimir Nikolaevič Šašenok, ingegnere sovietico (n. 1951)
- 27 aprile - Josef Allen Hynek, ufologo, astronomo e docente statunitense (n. 1910)
- 27 aprile - Eduard Imhof, cartografo e docente svizzero (n. 1895)
- 27 aprile - Lolita, cantante italiana (n. 1950)
- 27 aprile - Evi Maltagliati, attrice italiana (n. 1908)
- 28 aprile - Pedro Lombardía, giurista spagnolo (n. 1930)
- 29 aprile - Glen Byam Shaw, attore, regista teatrale e direttore artistico britannico (n. 1904)
- 29 aprile - Edwin Graves, canottiere statunitense (n. 1897)
- 29 aprile - Raúl Prebisch, economista argentino (n. 1901)
- 30 aprile - Robert Stevenson, regista, sceneggiatore e produttore cinematografico britannico (n. 1905)

## Maggio(114)
- 1º maggio - James Ramsay, ufficiale e politico australiano (n. 1916)
- 1º maggio - Herman Rapp, calciatore tedesco (n. 1908)
- 1º maggio - Lois Roden, religiosa statunitense (n. 1905)
- 2 maggio - Massimo Baldi, architetto italiano (n. 1927)
- 2 maggio - Ernest Butterworth Jr., attore statunitense (n. 1905)
- 2 maggio - Sergio Cresto, copilota di rally statunitense (n. 1956)
- 2 maggio - Henri Toivonen, pilota di rally finlandese (n. 1956)
- 3 maggio - Robert Alda, attore, cantante e ballerino statunitense (n. 1914)
- 3 maggio - Nicolò Nicolosi, calciatore e allenatore di calcio italiano (n. 1912)
- 3 maggio - Wang Li, linguista, docente e traduttore cinese (n. 1900)
- 4 maggio - Mariano Pittana, architetto italiano (n. 1908)
- 4 maggio - Romeo Rivers, hockeista su ghiaccio canadese (n. 1907)
- 5 maggio - Bill Cook, hockeista su ghiaccio canadese (n. 1895)
- 5 maggio - Käte Haack, attrice tedesca (n. 1897)
- 5 maggio - Enzo Liberti, attore, doppiatore e regista italiano (n. 1926)
- 6 maggio - Lorenzo Minio-Paluello, linguista, filologo e traduttore italiano (n. 1907)
- 7 maggio - Fausto Bocchi, politico e partigiano italiano (n. 1920)
- 7 maggio - Ferdinand Bruhin, calciatore svizzero (n. 1908)
- 7 maggio - Charlie Colombo, calciatore statunitense (n. 1920)
- 7 maggio - Gaston Defferre, politico francese (n. 1910)
- 7 maggio - Alfredo Pezzana, schermidore e dirigente sportivo italiano (n. 1893)
- 7 maggio - Selman Selmanagić, architetto tedesco (n. 1905)
- 7 maggio - Herma Szabo, pattinatrice artistica su ghiaccio austriaca (n. 1902)
- 8 maggio - Raffaele Nasi, fondista italiano (n. 1909)
- 8 maggio - Emanuel Shinwell, politico britannico (n. 1884)
- 9 maggio - Michail Alpatov, storico dell'arte russo (n. 1902)
- 9 maggio - Herschel Bernardi, attore statunitense (n. 1923)
- 9 maggio - Carlo Moscovini, regista, scrittore e sceneggiatore italiano (n. 1919)
- 9 maggio - Tenzing Norgay, alpinista nepalese (n. 1914)
- 9 maggio - Eugenio Reale, politico italiano (n. 1905)
- 9 maggio - Richard Scheringer, politico e militare tedesco (n. 1904)
- 10 maggio - Francesco Pescia, calciatore italiano (n. 1907)
- 10 maggio - Vladimir Ivanovič Tišura, vigile del fuoco e militare sovietico (n. 1959)
- 11 maggio - Aleksandr Fëdorovič Akimov, ingegnere sovietico (n. 1953)
- 11 maggio - Edoardo Anton, commediografo, sceneggiatore e regista italiano (n. 1910)
- 11 maggio - Fritz Pollard, giocatore di football americano e allenatore di football americano statunitense (n. 1894)
- 11 maggio - Vladimir Pavlovič Pravik, vigile del fuoco e militare sovietico (n. 1962)
- 12 maggio - Elisabeth Bergner, attrice tedesca (n. 1897)
- 12 maggio - Alicia Moreau de Justo, medica, politica e pacifista britannica (n. 1885)
- 12 maggio - Alessandro Torlonia, nobile italiano (n. 1911)
- 13 maggio - Maria Bellonci, scrittrice, traduttrice e biografa italiana (n. 1902)
- 13 maggio - Vasilij Ivanovič Ignatenko, militare e vigile del fuoco sovietico (n. 1961)
- 14 maggio - Vjačeslav Stepanovič Bražnik, ingegnere sovietico (n. 1957)
- 14 maggio - Viktor Nikolaevič Kibenok, vigile del fuoco e militare sovietico (n. 1963)
- 14 maggio - Leonid Fëdorovič Toptunov, ingegnere sovietico (n. 1960)
- 15 maggio - Elio De Angelis, pilota automobilistico italiano (n. 1958)
- 15 maggio - Gianni Ravera, cantante, imprenditore e produttore discografico italiano (n. 1920)
- 16 maggio - Gaetano Aliperta, militare e aviatore italiano (n. 1896)
- 16 maggio - Luigi Asquasciati, poeta italiano (n. 1905)
- 16 maggio - Pierino Favalli, ciclista su strada italiano (n. 1914)
- 16 maggio - Oscar Saccorotti, pittore, incisore e decoratore italiano (n. 1898)
- 17 maggio - Giuseppe Cacciò, imprenditore italiano (n. 1898)
- 17 maggio - Giovanni Battista Froggio, scrittore, poeta e giornalista italiano (n. 1917)
- 17 maggio - Masaji Kitano, generale e medico giapponese (n. 1894)
- 17 maggio - Ljudmila Pachomova, danzatrice su ghiaccio sovietica (n. 1946)
- 17 maggio - Roberts Pakalns, calciatore e allenatore di calcio lettone (n. 1911)
- 17 maggio - Viktor Vasil'evič Proskurjakov, ingegnere sovietico (n. 1955)
- 18 maggio - Yaşar Erkan, lottatore turco (n. 1911)
- 18 maggio - Giuseppe Lazzati, storico e politico italiano (n. 1909)
- 18 maggio - José Luiz Santos de Azevedo, cestista brasiliano (n. 1929)
- 19 maggio - Tibor Nyilas, schermidore statunitense (n. 1914)
- 19 maggio - Knut Rød, avvocato norvegese (n. 1900)
- 19 maggio - Anatolij Ivanovič Šapovalov, ingegnere sovietico (n. 1940)
- 20 maggio - Anatolij Ivanovič Baranov, ingegnere sovietico (n. 1953)
- 20 maggio - Stephen Carr, attore statunitense (n. 1906)
- 20 maggio - Don Gray, cestista canadese (n. 1916)
- 20 maggio - Carlo Ronza, politico italiano (n. 1902)
- 20 maggio - Helen Brooke Taussig, cardiologa statunitense (n. 1898)
- 21 maggio - Richard Broxton Onians, filologo inglese (n. 1899)
- 21 maggio - Vezio Crisafulli, giurista e costituzionalista italiano (n. 1910)
- 21 maggio - Viggo Jørgensen, calciatore danese (n. 1899)
- 21 maggio - Mary Kawena Pukui, scrittrice, antropologa e traduttrice statunitense (n. 1895)
- 22 maggio - Martin Gabel, attore statunitense (n. 1912)
- 22 maggio - James Gentle, calciatore statunitense (n. 1904)
- 22 maggio - Paolo Ricci, pittore, politico e giornalista italiano (n. 1908)
- 22 maggio - ʿUmar al-Tilmisānī, politico egiziano (n. 1904)
- 23 maggio - Sterling Hayden, attore e scrittore statunitense (n. 1916)
- 23 maggio - Hake Talbot, scrittore statunitense (n. 1900)
- 23 maggio - Silvio Paolucci, politico italiano (n. 1903)
- 23 maggio - Altiero Spinelli, politico e scrittore italiano (n. 1907)
- 24 maggio - Yakima Canutt, attore e stuntman statunitense (n. 1895)
- 24 maggio - Eduardo Gonzalez Gallarza, militare e aviatore spagnolo (n. 1898)
- 24 maggio - George Gordon, regista, animatore e sceneggiatore statunitense (n. 1906)
- 24 maggio - Chris Graham, pugile canadese (n. 1900)
- 25 maggio - Carlo Betocchi, poeta e scrittore italiano (n. 1899)
- 26 maggio - Vitalij Michajlovič Abalakov, alpinista e ingegnere sovietico (n. 1906)
- 26 maggio - Gunnar Björnstrand, attore svedese (n. 1909)
- 26 maggio - Gian-Carlo Coppola, attore statunitense (n. 1963)
- 27 maggio - Cėndijn Damdinsürėn, scrittore e linguista mongolo (n. 1908)
- 27 maggio - Diego Michelotti, attore e doppiatore italiano (n. 1926)
- 27 maggio - Emilio Ravasio, ciclista su strada italiano (n. 1962)
- 27 maggio - Ismail al-Faruqi, filosofo palestinese (n. 1921)
- 28 maggio - Edip Cansever, poeta turco (n. 1928)
- 28 maggio - Marguerite Courtot, attrice statunitense (n. 1897)
- 28 maggio - Gunnar Hägg, chimico svedese (n. 1903)
- 28 maggio - Lea Ivanova, contralto e cantante bulgara (n. 1923)
- 28 maggio - Pier Carlo Landucci, presbitero e teologo italiano (n. 1900)
- 28 maggio - Borislav Milić, scacchista jugoslavo (n. 1925)
- 28 maggio - Enrico Piceni, critico d'arte, critico teatrale e traduttore italiano (n. 1901)
- 28 maggio - Lurene Tuttle, attrice statunitense (n. 1907)
- 29 maggio - Mario Bonvicini, ciclista su strada italiano (n. 1903)
- 29 maggio - Bernard Philippe Groslier, archeologo e funzionario francese (n. 1926)
- 29 maggio - Inge Landgut, attrice tedesca (n. 1922)
- 29 maggio - Girolamo Mechelli, politico italiano (n. 1923)
- 30 maggio - Perry Ellis, stilista statunitense (n. 1940)
- 30 maggio - Boy Gobert, attore tedesco (n. 1925)
- 30 maggio - Hank Mobley, sassofonista e compositore statunitense (n. 1930)
- 30 maggio - Anatolij Sitnikov, ingegnere sovietico (n. 1940)
- 31 maggio - James Rainwater, fisico statunitense (n. 1917)
- 31 maggio - Enrico Rame, attore italiano (n. 1918)
- 31 maggio - Carlo Enrico Rava, architetto italiano (n. 1903)
- 31 maggio - Dora Russell, attivista e scrittrice britannica (n. 1894)
- 31 maggio - Mikuláš Šprinc, poeta, scrittore e presbitero slovacco (n. 1914)
- 31 maggio - Joseph Van Dam, ciclista su strada e ciclocrossista belga (n. 1901)

## Giugno(94)
- 1º giugno - Jo Gartner, pilota automobilistico austriaco (n. 1954)
- 1º giugno - Neelam Sanjiva Reddy, politico indiano (n. 1913)
- 1º giugno - Aniello Vittoria, militare italiano (n. 1965)
- 2 giugno - Lya Lys, attrice tedesca (n. 1908)
- 2 giugno - Anna Nicolosi Grasso, politica italiana (n. 1913)
- 3 giugno - Robert La Tourneaux, attore e modello statunitense (n. 1940)
- 3 giugno - Anna Neagle, attrice britannica (n. 1904)
- 4 giugno - Gastone Canziani, psichiatra e psicologo italiano (n. 1904)
- 4 giugno - Helen Gardner, critica letteraria britannica (n. 1908)
- 4 giugno - Umberto Marzocchi, antifascista e anarchico italiano (n. 1900)
- 4 giugno - Paul Stevens, attore cinematografico e attore televisivo statunitense (n. 1921)
- 5 giugno - John Bevan, rugbista a 15 e allenatore di rugby a 15 gallese (n. 1948)
- 5 giugno - Robert DiBernardo, mafioso statunitense (n. 1937)
- 5 giugno - Bryan Grant, tennista statunitense (n. 1910)
- 5 giugno - Helmut Grunsky, crittografo e matematico tedesco (n. 1904)
- 5 giugno - Lílian Lemmertz, attrice brasiliana (n. 1937)
- 5 giugno - Henri Michel, storico francese (n. 1907)
- 6 giugno - Joseph Fischer, calciatore lussemburghese (n. 1909)
- 6 giugno - Dattatreya Ramachandra Kaprekar, matematico indiano (n. 1905)
- 6 giugno - Amedeo Ruggiero, pittore italiano (n. 1912)
- 6 giugno - Johnnie Tolan, pilota automobilistico statunitense (n. 1917)
- 7 giugno - James Fifer, canottiere statunitense (n. 1930)
- 8 giugno - Elsa Gidlow, poetessa, giornalista e attivista britannica (n. 1898)
- 8 giugno - Stanislas Lyonnet, presbitero e teologo francese (n. 1902)
- 8 giugno - Cèlia Suñol i Pla, scrittrice spagnola (n. 1899)
- 9 giugno - Arnaldo Benfenati, pistard e ciclista su strada italiano (n. 1924)
- 9 giugno - Pietro Porcinai, architetto del paesaggio italiano (n. 1910)
- 9 giugno - Fernanda Romagnoli, poetessa italiana (n. 1916)
- 9 giugno - Mihály Tulipán, calciatore ungherese (n. 1955)
- 10 giugno - Samuel Zauber, calciatore rumeno (n. 1901)
- 11 giugno - Chesley Bonestell, artista, pittore e illustratore statunitense (n. 1888)
- 11 giugno - Marcantonio Bragadin, ufficiale, saggista e sceneggiatore italiano (n. 1906)
- 11 giugno - Frank Cousins, sindacalista britannico (n. 1904)
- 11 giugno - Paolo Ghizzoni, vescovo cattolico italiano (n. 1912)
- 12 giugno - Lino Spagnoli, imprenditore, pilota motonautico e dirigente sportivo italiano (n. 1927)
- 12 giugno - Carlo Vivarelli, designer svizzero (n. 1919)
- 13 giugno - Benny Goodman, clarinettista e compositore statunitense (n. 1909)
- 13 giugno - Dean Reed, attore e cantante statunitense (n. 1938)
- 14 giugno - Tony Barlocco, attore teatrale italiano (n. 1930)
- 14 giugno - Jaap Boot, lunghista e velocista olandese (n. 1903)
- 14 giugno - Jorge Luis Borges, scrittore, poeta e saggista argentino (n. 1899)
- 14 giugno - Vladimir Ivanov Georgiev, linguista e filologo bulgaro (n. 1908)
- 14 giugno - Alan Jay Lerner, paroliere e sceneggiatore statunitense (n. 1918)
- 14 giugno - Giorgio Pellini, schermidore italiano (n. 1923)
- 14 giugno - Marlin Perkins, zoologo e conduttore televisivo statunitense (n. 1905)
- 14 giugno - Settimio Simonini, ciclista su strada italiano (n. 1913)
- 14 giugno - Anthony Spilotro, mafioso statunitense (n. 1938)
- 14 giugno - Michael Spilotro, mafioso statunitense (n. 1944)
- 16 giugno - Danny Clapton, calciatore inglese (n. 1934)
- 16 giugno - Maurice Duruflé, compositore e organista francese (n. 1902)
- 16 giugno - Joginder Sen, principe, politico e diplomatico indiano (n. 1904)
- 16 giugno - Diana Manners, nobildonna e attrice inglese (n. 1892)
- 17 giugno - Leonardo Borgese, pittore, illustratore e critico d'arte italiano (n. 1904)
- 17 giugno - Felipe Rosas, calciatore messicano (n. 1910)
- 17 giugno - Kate Smith, cantante e contralto statunitense (n. 1907)
- 17 giugno - Domingo Zaldúa, calciatore spagnolo (n. 1903)
- 18 giugno - Massimo Mazzetto, cestista italiano (n. 1965)
- 18 giugno - Joan Oliver i Sallarès, poeta, drammaturgo e giornalista spagnolo (n. 1899)
- 19 giugno - Len Bias, cestista statunitense (n. 1963)
- 19 giugno - Coluche, attore e comico francese (n. 1944)
- 19 giugno - Paulina Radziulytė, cestista e velocista lituana (n. 1905)
- 20 giugno - Aimé Deolet, ciclista su strada belga (n. 1906)
- 20 giugno - Béla Szepes, giavellottista, fondista e combinatista nordico ungherese (n. 1903)
- 21 giugno - Fosco Corti, direttore di coro, compositore e organista italiano (n. 1935)
- 22 giugno - Mary Anderson, attrice statunitense (n. 1897)
- 22 giugno - Fausto Melotti, scultore, pittore e musicista italiano (n. 1901)
- 22 giugno - Marcello Tofani, partigiano italiano (n. 1923)
- 23 giugno - Hobbes Dino Cecchini, commediografo, giornalista e regista italiano (n. 1906)
- 23 giugno - Moses Israel Finley, storico e etnologo statunitense (n. 1912)
- 23 giugno - Jerzy Putrament, scrittore e poeta polacco (n. 1910)
- 23 giugno - Nigel Stock, attore britannico (n. 1919)
- 24 giugno - Mika Antić, poeta, sceneggiatore e regista cinematografico jugoslavo (n. 1932)
- 24 giugno - Ettore Bonelli, violinista e compositore italiano (n. 1900)
- 24 giugno - Lodovico Rocca, compositore italiano (n. 1895)
- 24 giugno - Rex Warner, scrittore e traduttore britannico (n. 1905)
- 25 giugno - Michele Mastromarino, ginnasta italiano (n. 1894)
- 25 giugno - Reinhold Münzenberg, dirigente sportivo, allenatore di calcio e calciatore tedesco (n. 1909)
- 25 giugno - Luigi Rognoni, musicologo, critico musicale e regista teatrale italiano (n. 1913)
- 26 giugno - Kunio Maekawa, architetto giapponese (n. 1905)
- 26 giugno - Cesare Pascoletti, ingegnere italiano (n. 1898)
- 27 giugno - Edna Mae Cooper, attrice statunitense (n. 1900)
- 27 giugno - Don Rogers, giocatore di football americano statunitense (n. 1962)
- 28 giugno - Ferdinando Prat, partigiano, politico e educatore italiano (n. 1916)
- 29 giugno - Bruno Bianchi, sindacalista e politico italiano (n. 1909)
- 29 giugno - Jack Christiansen, giocatore di football americano e allenatore di football americano statunitense (n. 1928)
- 29 giugno - Robert Drivas, attore e regista teatrale statunitense (n. 1938)
- 29 giugno - Carlo Maria Franzero, scrittore e giornalista italiano (n. 1892)
- 29 giugno - Dusolina Giannini, soprano statunitense (n. 1902)
- 29 giugno - Dino Limoni, politico italiano (n. 1912)
- 30 giugno - Fernando Ansola, calciatore spagnolo (n. 1940)
- 30 giugno - Margalo Gillmore, attrice britannica (n. 1897)
- 30 giugno - László Lékai, cardinale e arcivescovo cattolico ungherese (n. 1910)
- 30 giugno - Jean Raine, poeta, pittore e scrittore belga (n. 1927)
- 30 giugno - Ernst Sabeditsch, allenatore di calcio e calciatore austriaco (n. 1920)

## Luglio(111)
- 1º luglio - Jean Baratte, calciatore e allenatore di calcio francese (n. 1923)
- 1º luglio - Ernesto Deira, artista argentino (n. 1928)
- 1º luglio - Per Figved, calciatore norvegese (n. 1920)
- 1º luglio - E.E.Y. Hales, storico inglese (n. 1908)
- 1º luglio - Mario Nardone, poliziotto e dirigente pubblico italiano (n. 1915)
- 2 luglio - Hoàng Văn Thái, generale e politico vietnamita (n. 1915)
- 2 luglio - Aldo Scardella, italiano (n. 1961)
- 3 luglio - Bill McCahan, giocatore di baseball e cestista statunitense (n. 1921)
- 3 luglio - Curley Russell, contrabbassista statunitense (n. 1917)
- 3 luglio - Rudy Vallée, attore, cantante e musicista statunitense (n. 1901)
- 4 luglio - Tom Kern, cestista statunitense (n. 1928)
- 4 luglio - Paul-Gilbert Langevin, musicologo francese (n. 1933)
- 4 luglio - Flor Peeters, organista, compositore e docente belga (n. 1903)
- 4 luglio - Oscar Zariski, matematico polacco (n. 1899)
- 5 luglio - Terence Arnold, bobbista britannico (n. 1901)
- 5 luglio - Lajos László Papp, calciatore ungherese (n. 1906)
- 5 luglio - Carlo Protti, politico italiano (n. 1914)
- 5 luglio - Albert Scherrer, pilota automobilistico svizzero (n. 1908)
- 5 luglio - Jaroslav Stec'ko, politico ucraino (n. 1912)
- 6 luglio - Giorgio Aiazzone, imprenditore e personaggio televisivo italiano (n. 1947)
- 6 luglio - Emilio Balletti, politico italiano (n. 1905)
- 6 luglio - Ernesto Bonomini, anarchico italiano (n. 1903)
- 6 luglio - Stephen Brunauer, fisico e chimico ungherese (n. 1903)
- 6 luglio - Lothar Kreyssig, giudice tedesco (n. 1898)
- 6 luglio - Roberto Sabatino Lopez, storico italiano (n. 1910)
- 6 luglio - Achille Rigamonti, sindacalista e politico italiano (n. 1910)
- 6 luglio - Rodrigo Rojas de Negri, fotografo cileno (n. 1967)
- 7 luglio - Joseph Eddy Fontenrose, storico delle religioni e grecista statunitense (n. 1903)
- 7 luglio - Sven Johnson, ginnasta svedese (n. 1899)
- 7 luglio - Jakov Gavrilovič Uchsaj, poeta, drammaturgo e romanziere russo (n. 1911)
- 8 luglio - Paolo Marcello Brignoli, aracnologo italiano (n. 1942)
- 8 luglio - Giansiro Ferrata, critico letterario e scrittore italiano (n. 1907)
- 8 luglio - Otto Imhof, calciatore svizzero (n. 1904)
- 8 luglio - Hyman Rickover, ammiraglio e medico statunitense (n. 1900)
- 9 luglio - Nellie Campobello, scrittrice messicana (n. 1900)
- 10 luglio - Rafael Gil, regista e sceneggiatore spagnolo (n. 1913)
- 10 luglio - Lê Duẩn, politico e rivoluzionario vietnamita (n. 1907)
- 10 luglio - Nicola VI di Alessandria, vescovo ortodosso ottomano (n. 1915)
- 11 luglio - Domenico Spadoni, calciatore italiano (n. 1912)
- 11 luglio - Charles Ward, ballerino statunitense (n. 1952)
- 13 luglio - Brion Gysin, scrittore, poeta e pittore inglese (n. 1916)
- 13 luglio - Géza Kardos, cestista ungherese (n. 1918)
- 13 luglio - Edward Lipiński, economista polacco (n. 1888)
- 14 luglio - Raymond Loewy, designer statunitense (n. 1893)
- 14 luglio - Joseph Vogt, storico tedesco (n. 1895)
- 15 luglio - Rino Ferrari, pittore, illustratore e scultore italiano (n. 1911)
- 15 luglio - Alfonso Thiele, pilota automobilistico statunitense (n. 1920)
- 15 luglio - Taiji Yabushita, regista, direttore della fotografia e sceneggiatore giapponese (n. 1903)
- 16 luglio - Serafino Carrera, calciatore italiano (n. 1907)
- 16 luglio - Renato Casarotto, alpinista italiano (n. 1948)
- 16 luglio - Carlo Martini, arcivescovo cattolico italiano (n. 1913)
- 16 luglio - Claire Motte, ballerina francese (n. 1937)
- 17 luglio - René de Castries, storico francese (n. 1908)
- 17 luglio - Alexis Mony, calciatore francese (n. 1897)
- 18 luglio - Buddy Baer, attore e pugile statunitense (n. 1915)
- 18 luglio - Stanley Rous, arbitro di calcio e dirigente sportivo inglese (n. 1895)
- 19 luglio - Alfredo Binda, ciclista su strada e pistard italiano (n. 1902)
- 19 luglio - Luciano Codignola, sceneggiatore e drammaturgo italiano (n. 1920)
- 19 luglio - Daniel L. Fapp, direttore della fotografia statunitense (n. 1904)
- 19 luglio - Glen Graham, astista statunitense (n. 1904)
- 19 luglio - Harold D. Schuster, regista e montatore statunitense (n. 1902)
- 20 luglio - Antonio Amorth, giurista italiano (n. 1908)
- 20 luglio - Helen Craig, attrice statunitense (n. 1912)
- 20 luglio - Héctor Guerrero Delgado, cestista messicano (n. 1926)
- 20 luglio - Fritz Schmitt, alpinista, scrittore e editore tedesco (n. 1905)
- 21 luglio - Carlo Ciampolini, politico, avvocato e letterato italiano (n. 1888)
- 21 luglio - Guido Fulignot, pittore italiano (n. 1900)
- 21 luglio - Zhang Yuzhe, astronomo cinese (n. 1902)
- 21 luglio - Vlado Čech, batterista ceco (n. 1949)
- 22 luglio - Floyd Gottfredson, fumettista statunitense (n. 1905)
- 22 luglio - Ede Staal, cantautore e poeta olandese (n. 1941)
- 22 luglio - Herbert Zschelletzschky, storico dell'arte tedesco (n. 1902)
- 23 luglio - Adolfo Baloncieri, allenatore di calcio e calciatore italiano (n. 1897)
- 23 luglio - Carlos Humberto Rodríguez Quirós, arcivescovo cattolico e religioso costaricano (n. 1910)
- 23 luglio - Renato De Sanzuane, pallanuotista italiano (n. 1925)
- 23 luglio - Carlo Perindani, pittore e incisore italiano (n. 1899)
- 24 luglio - George Howe, attore britannico (n. 1900)
- 24 luglio - Willy Kaiser, pugile tedesco (n. 1912)
- 24 luglio - Fritz Albert Lipmann, biochimico tedesco (n. 1899)
- 24 luglio - Fernand Pouillon, architetto francese (n. 1912)
- 24 luglio - Yoshiyuki Tsuruta, nuotatore giapponese (n. 1903)
- 25 luglio - Silvio Alverà, sciatore alpino e alpinista italiano (n. 1921)
- 25 luglio - Maide Capacci, calciatore e allenatore di calcio italiano (n. 1926)
- 25 luglio - Ted Lyons, giocatore di baseball e allenatore di baseball statunitense (n. 1900)
- 25 luglio - Vincente Minnelli, regista statunitense (n. 1903)
- 26 luglio - Hernando Avilés, cantante, musicista e compositore portoricano (n. 1914)
- 26 luglio - Antoine-Hubert Grauls, missionario e arcivescovo cattolico belga (n. 1899)
- 26 luglio - W. Averell Harriman, imprenditore, diplomatico e politico statunitense (n. 1891)
- 26 luglio - Dominique Mbonyumutwa, politico ruandese (n. 1921)
- 27 luglio - Kenn Duncan, fotografo statunitense (n. 1928)
- 27 luglio - Alfredo Mazzoni, allenatore di calcio e calciatore italiano (n. 1908)
- 27 luglio - Tom Moone, hockeista su ghiaccio statunitense (n. 1908)
- 27 luglio - Dorothea Neff, attrice austriaca (n. 1903)
- 28 luglio - John Alcott, direttore della fotografia britannico (n. 1930)
- 28 luglio - Daniela Casa, cantante e compositrice italiana (n. 1944)
- 28 luglio - William Robert Johnson, vescovo cattolico statunitense (n. 1918)
- 28 luglio - Saverio Vollaro, poeta, critico cinematografico e traduttore italiano (n. 1922)
- 29 luglio - Vittorio Chierroni, sciatore alpino italiano (n. 1917)
- 29 luglio - David Cooper, psichiatra sudafricano (n. 1931)
- 29 luglio - Nello Falaschi, giocatore di football americano statunitense (n. 1913)
- 29 luglio - Guido Gillarduzzi, bobbista italiano (n. 1907)
- 29 luglio - Joe Kopcha, giocatore di football americano statunitense (n. 1905)
- 29 luglio - Dan Pagis, poeta israeliano (n. 1930)
- 30 luglio - Pina Cipriotto, ginnasta, velocista e ostacolista italiana (n. 1911)
- 30 luglio - Luís da Câmara Cascudo, storico, antropologo e giornalista brasiliano (n. 1898)
- 30 luglio - John N. Dalton, politico statunitense (n. 1931)
- 30 luglio - Antonino Sammartano, pedagogista e funzionario italiano (n. 1897)
- 31 luglio - Stanley Ellin, scrittore statunitense (n. 1916)
- 31 luglio - Iustin Moisescu, arcivescovo ortodosso rumeno (n. 1910)
- 31 luglio - Chiune Sugihara, diplomatico giapponese (n. 1900)
- 31 luglio - Teddy Wilson, pianista statunitense (n. 1912)

## Agosto(84)
- 1º agosto - Carlo Confalonieri, cardinale e arcivescovo cattolico italiano (n. 1893)
- 1º agosto - Willem Klein, matematico olandese (n. 1912)
- 1º agosto - Giovan Battista Martini, calciatore italiano (n. 1922)
- 1º agosto - José María Vidal, calciatore spagnolo (n. 1935)
- 2 agosto - Roy Cohn, avvocato statunitense (n. 1927)
- 2 agosto - Paolo Vita-Finzi, ambasciatore, giornalista e saggista italiano (n. 1899)
- 3 agosto - Paul de Groot, politico olandese (n. 1899)
- 3 agosto - Beryl Markham, aviatrice e scrittrice britannica (n. 1902)
- 3 agosto - Mario Petroncelli, giurista italiano (n. 1906)
- 4 agosto - Gianmario Balzarini, psicoterapeuta italiano (n. 1945)
- 4 agosto - Federico Roncarolo, calciatore italiano (n. 1914)
- 5 agosto - Emanuel Löffler, ginnasta cecoslovacco (n. 1901)
- 5 agosto - Luciana Peverelli, giornalista, scrittrice e sceneggiatrice italiana (n. 1902)
- 5 agosto - Karl Streibel, militare tedesco (n. 1903)
- 6 agosto - Alessandro Catalani, ciclista su strada italiano (n. 1905)
- 6 agosto - Emilio Fernández, regista, sceneggiatore e attore messicano (n. 1904)
- 6 agosto - Manfred Hausmann, scrittore, poeta e drammaturgo tedesco (n. 1898)
- 6 agosto - Luca Pavolini, giornalista e politico italiano (n. 1922)
- 6 agosto - Jef Scherens, pistard belga (n. 1909)
- 6 agosto - Klára Tabódy, attrice, cantante e ballerina ungherese (n. 1915)
- 6 agosto - Jorge Vieira, calciatore portoghese (n. 1898)
- 6 agosto - Beppe Wolgers, attore, scrittore e cantautore svedese (n. 1928)
- 7 agosto - Julie Tullis, alpinista e regista britannica (n. 1939)
- 7 agosto - Aline Valangin, scrittrice, pianista e psicanalista svizzera (n. 1889)
- 8 agosto - Giovanni Garaventa, mezzofondista italiano (n. 1900)
- 8 agosto - Bob Pickell, cestista canadese (n. 1927)
- 9 agosto - Gustav Adolf Nosske, avvocato e agente segreto tedesco (n. 1902)
- 9 agosto - Luigi Rusca, traduttore, scrittore e dirigente d'azienda italiano (n. 1894)
- 9 agosto - Ignaz Sigl, calciatore austriaco (n. 1902)
- 9 agosto - Ruth Teitelbaum, programmatrice statunitense (n. 1924)
- 10 agosto - Jacqueline Gadsden, attrice statunitense (n. 1900)
- 10 agosto - Chuck McKinley, tennista statunitense (n. 1941)
- 10 agosto - Dobrosława Miodowicz-Wolf, alpinista polacca (n. 1953)
- 10 agosto - Philippe de Scitivaux, ammiraglio e aviatore francese (n. 1911)
- 11 agosto - Heinz Strehl, calciatore tedesco (n. 1938)
- 12 agosto - Giuseppe Gramegna, avvocato, politico e antifascista italiano (n. 1898)
- 12 agosto - Paola Mori, attrice italiana (n. 1928)
- 12 agosto - Louis Peglion, ciclista su strada francese (n. 1906)
- 12 agosto - Hans Pesser, allenatore di calcio e calciatore austriaco (n. 1911)
- 12 agosto - Felix Salzer, musicologo, teorico musicale e pedagogo austriaco (n. 1904)
- 13 agosto - Way Bandy, truccatore statunitense (n. 1941)
- 13 agosto - Helen Mack, attrice statunitense (n. 1913)
- 13 agosto - Libero Marchina, calciatore italiano (n. 1907)
- 14 agosto - Pierre Bertaux, germanista francese (n. 1907)
- 15 agosto - Cesare Bensi, politico italiano (n. 1922)
- 15 agosto - Ivan Vladimirovič Lukinskij, regista cinematografico sovietico (n. 1906)
- 16 agosto - Marco Pedrini, alpinista svizzero (n. 1958)
- 17 agosto - Tita Mozzoni, pittore italiano (n. 1894)
- 17 agosto - Luis Pasarín, calciatore e allenatore di calcio spagnolo (n. 1902)
- 18 agosto - Nikos Nīsiōtīs, dirigente sportivo e allenatore di pallacanestro greco (n. 1924)
- 19 agosto - Hermione Baddeley, attrice britannica (n. 1906)
- 19 agosto - Georg Løkkeberg, attore e regista teatrale norvegese (n. 1909)
- 20 agosto - Walter Brooke, attore statunitense (n. 1914)
- 20 agosto - Thad Jones, trombettista e compositore statunitense (n. 1923)
- 20 agosto - Austin Warren, critico letterario statunitense (n. 1899)
- 21 agosto - William C. Chase, generale statunitense (n. 1895)
- 21 agosto - Bata, calciatore spagnolo (n. 1908)
- 22 agosto - Celâl Bayar, politico turco (n. 1883)
- 22 agosto - Bruce Cowling, attore statunitense (n. 1919)
- 22 agosto - Dezider Kostka, calciatore slovacco (n. 1913)
- 23 agosto - Augusto Guzzo, filosofo italiano (n. 1894)
- 23 agosto - Marvin Hatley, compositore e direttore d'orchestra statunitense (n. 1905)
- 23 agosto - Michail Kuznecov, attore sovietico (n. 1918)
- 24 agosto - Germaine Acremant, scrittrice francese (n. 1889)
- 24 agosto - Harry Benjamin, sessuologo tedesco (n. 1885)
- 25 agosto - Peter Chatel, attore e drammaturgo tedesco (n. 1943)
- 25 agosto - Alberto Monroy, medico, biologo e biochimico italiano (n. 1913)
- 26 agosto - Raymond Abellio, scrittore francese (n. 1907)
- 26 agosto - Arthur Cunliffe, calciatore inglese (n. 1909)
- 26 agosto - Ted Knight, attore statunitense (n. 1923)
- 27 agosto - Georgij Agzamov, scacchista sovietico (n. 1954)
- 27 agosto - Joyce Mansour, scrittrice e poetessa egiziana (n. 1928)
- 27 agosto - Dragutin Mitić, tennista jugoslavo (n. 1917)
- 27 agosto - Ezio Ottaviani, politico italiano (n. 1919)
- 27 agosto - Guglielmo Pasta, politico italiano (n. 1931)
- 27 agosto - Olga Šilhánová, ginnasta cecoslovacca (n. 1920)
- 28 agosto - Russel Lee, fotografo statunitense (n. 1903)
- 29 agosto - Silvestro Ferrari, politico italiano (n. 1930)
- 30 agosto - Walter Kutschmann, militare tedesco (n. 1914)
- 31 agosto - Jorge Alessandri Rodríguez, imprenditore e politico cileno (n. 1896)
- 31 agosto - Wanis Gheddafi, politico libico (n. 1924)
- 31 agosto - Urho Kekkonen, politico e altista finlandese (n. 1900)
- 31 agosto - Henry Moore, scultore e pittore inglese (n. 1898)
- 31 agosto - Goffredo Parise, scrittore, giornalista e sceneggiatore italiano (n. 1929)

## Settembre(95)
- 1º settembre - Erminio Bercarich, calciatore italiano (n. 1923)
- 1º settembre - Murray Hamilton, attore statunitense (n. 1923)
- 2 settembre - Luciano Fabbri, calciatore italiano (n. 1923)
- 2 settembre - Otto Glória, calciatore e allenatore di calcio brasiliano (n. 1917)
- 2 settembre - Tito Salomoni, pittore italiano (n. 1928)
- 2 settembre - Charlotte Wolff, psicologa tedesca (n. 1897)
- 3 settembre - Angiolo Bonistalli, calciatore italiano (n. 1918)
- 3 settembre - Károly Gallina, calciatore ungherese (n. 1907)
- 3 settembre - Pino Mercanti, regista e sceneggiatore italiano (n. 1911)
- 3 settembre - Benedetto Riposati, presbitero, latinista e filologo classico italiano (n. 1903)
- 3 settembre - Vittorino Veronese, politico italiano (n. 1910)
- 4 settembre - Tito Manlio Bettini, veterinario italiano (n. 1908)
- 4 settembre - Roberto Gavaldón, regista e sceneggiatore messicano (n. 1909)
- 4 settembre - Hank Greenberg, giocatore di baseball statunitense (n. 1911)
- 4 settembre - Aldo Patocchi, incisore, giornalista e illustratore svizzero (n. 1907)
- 4 settembre - Sid Tanenbaum, cestista statunitense (n. 1925)
- 4 settembre - Walter Wanderley, pianista, organista e musicista brasiliano (n. 1932)
- 5 settembre - Neerja Bhanot, modella indiana (n. 1963)
- 5 settembre - Alfredo Rossi Vezzani, pianista italiano (n. 1906)
- 6 settembre - George Gipe, sceneggiatore e scrittore statunitense (n. 1933)
- 6 settembre - Ernest Schmidt, cestista statunitense (n. 1911)
- 6 settembre - Blanche Sweet, attrice statunitense (n. 1896)
- 7 settembre - Omar Ali Saifuddien III, sovrano bruneiano (n. 1914)
- 7 settembre - Enzo Enriques Agnoletti, partigiano e politico italiano (n. 1909)
- 7 settembre - Raimundo Infante, calciatore cileno (n. 1928)
- 8 settembre - Ferenc Hatlaczky, canoista ungherese (n. 1934)
- 8 settembre - Enrico Tullio Liebman, giurista italiano (n. 1903)
- 8 settembre - Ray Nazarro, regista, produttore cinematografico e sceneggiatore statunitense (n. 1902)
- 10 settembre - Pepper Adams, sassofonista statunitense (n. 1930)
- 10 settembre - Jake Bornheimer, cestista statunitense (n. 1927)
- 11 settembre - Valentino Cesarin, imprenditore e dirigente sportivo italiano (n. 1905)
- 11 settembre - Harry Haslam, allenatore di calcio e calciatore inglese (n. 1921)
- 11 settembre - Panagiōtīs Kanellopoulos, politico e scrittore greco (n. 1902)
- 11 settembre - Henry DeWolf Smyth, fisico, dirigente pubblico e diplomatico statunitense (n. 1898)
- 12 settembre - Ernst Haas, fotografo austriaco (n. 1921)
- 12 settembre - Jacques Henri Lartigue, fotografo e pittore francese (n. 1894)
- 12 settembre - Gerhard Rohlfs, filologo, linguista e glottologo tedesco (n. 1892)
- 12 settembre - Annibale Ruccello, drammaturgo, attore e regista teatrale italiano (n. 1956)
- 13 settembre - Oľga Borodáčová, attrice slovacca (n. 1899)
- 13 settembre - Luigi Giulotto, fisico italiano (n. 1911)
- 13 settembre - Antonio Mota, calciatore messicano (n. 1939)
- 14 settembre - Egidio Chiecchi, allenatore di calcio e calciatore italiano (n. 1899)
- 14 settembre - Marcel Couraud, direttore di coro e direttore d'orchestra francese (n. 1912)
- 14 settembre - Ettore Paganini, pittore italiano (n. 1922)
- 15 settembre - Jaroslav Burgr, calciatore cecoslovacco (n. 1906)
- 15 settembre - Virginia Gregg, attrice statunitense (n. 1916)
- 15 settembre - Giuseppe Mastromattei, prefetto italiano (n. 1897)
- 15 settembre - Freimut Stein, pattinatore artistico su ghiaccio tedesco (n. 1924)
- 15 settembre - Ramón Villaverde, calciatore uruguaiano (n. 1930)
- 16 settembre - Andrea Giuseppe Croce, marinaio e velista italiano (n. 1914)
- 16 settembre - Luigi Galli, antiquario italiano (n. 1902)
- 17 settembre - Erich Bautz, ciclista su strada e pistard tedesco (n. 1913)
- 17 settembre - Henrik Sjögren, oculista svedese (n. 1899)
- 18 settembre - Domenico Antonio Cardone, filosofo, poeta e avvocato italiano (n. 1902)
- 18 settembre - Corita Kent, pittrice, grafica e religiosa statunitense (n. 1918)
- 19 settembre - Ruy Serra, vescovo cattolico brasiliano (n. 1900)
- 20 settembre - Viktor Chochrjakov, attore sovietico (n. 1913)
- 20 settembre - Sverre Marstrander, archeologo norvegese (n. 1910)
- 21 settembre - Giuseppe Ferralasco, politico e medico italiano (n. 1929)
- 21 settembre - Wilhelm Heun, generale tedesco (n. 1895)
- 21 settembre - John Kuck, pesista statunitense (n. 1905)
- 21 settembre - Ati Soss, avvocato e compositore sloveno (n. 1930)
- 21 settembre - Pierre Wigny, politico belga (n. 1905)
- 22 settembre - József Asbóth, tennista ungherese (n. 1917)
- 22 settembre - Eric Svensson, triplista e lunghista svedese (n. 1903)
- 23 settembre - Goffredo de Banfield, aviatore austro-ungarico (n. 1890)
- 23 settembre - Ottorino Casanova, calciatore italiano (n. 1906)
- 23 settembre - Johannes-Rudolf Mühlenkamp, militare tedesco (n. 1910)
- 23 settembre - Percy Peter, nuotatore e pallanuotista britannico (n. 1902)
- 23 settembre - Ferdinando Vacchetta, politico e partigiano italiano (n. 1915)
- 23 settembre - Claudio Vender, architetto italiano (n. 1904)
- 24 settembre - Maurice Delvart, velocista francese (n. 1899)
- 25 settembre - Nikolaj Nikolaevič Semënov, chimico e fisico sovietico (n. 1896)
- 26 settembre - Wilson Faumuina, giocatore di football americano samoano americano (n. 1954)
- 26 settembre - Hugh Franklin, attore statunitense (n. 1916)
- 26 settembre - Brian Desmond Hurst, regista britannico (n. 1895)
- 26 settembre - Noboru Terada, nuotatore giapponese (n. 1917)
- 27 settembre - Cliff Burton, bassista statunitense (n. 1962)
- 27 settembre - Yvan Daniel, scrittore francese (n. 1909)
- 27 settembre - Francisco Garate, calciatore spagnolo (n. 1916)
- 27 settembre - Giuseppe Ghedina, fondista italiano (n. 1898)
- 27 settembre - Germano Pattaro, presbitero e teologo italiano (n. 1925)
- 28 settembre - Carmen De Rue, attrice statunitense (n. 1908)
- 28 settembre - Robert Helpmann, ballerino, attore e coreografo australiano (n. 1909)
- 28 settembre - Hazdayi Penso, cestista turco (n. 1914)
- 28 settembre - Luigi Serenthà, presbitero e teologo italiano (n. 1938)
- 28 settembre - Aleksandr Aronovič Stolbov, regista cinematografico sovietico (n. 1920)
- 28 settembre - Tao Jin, attore, regista e sceneggiatore cinese (n. 1916)
- 28 settembre - Glauco Vanz, calciatore italiano (n. 1920)
- 29 settembre - Lilian Hamilton Jeffery, archeologa e epigrafista britannica (n. 1915)
- 29 settembre - Helmut Qualtinger, attore, scrittore e drammaturgo austriaco (n. 1928)
- 30 settembre - Giampaolo Bernagozzi, regista e critico cinematografico italiano (n. 1926)
- 30 settembre - Nicholas Kaldor, economista ungherese (n. 1908)
- 30 settembre - Laurier Lister, commediografo, attore e regista teatrale britannico (n. 1907)
- 30 settembre - Ben Dova, attore, circense e comico statunitense (n. 1905)

## Ottobre(115)
- 1º ottobre - Alberto Ghergo, politico italiano (n. 1915)
- 1º ottobre - John Potts, calciatore inglese (n. 1899)
- 1º ottobre - Manlio Sarra, pittore italiano (n. 1909)
- 2 ottobre - Jean Carmignac, presbitero e biblista francese (n. 1914)
- 3 ottobre - Bruno Innocenti, scultore italiano (n. 1906)
- 3 ottobre - Sergej Anatol'evič Preminin, militare sovietico (n. 1965)
- 4 ottobre - Paolo Barsacchi, politico italiano (n. 1936)
- 4 ottobre - Arno von Lenski, generale tedesco (n. 1893)
- 4 ottobre - Lucio Mario Luzzatto, politico italiano (n. 1913)
- 4 ottobre - Valentín Sabate, pallanuotista spagnolo (n. 1921)
- 5 ottobre - Diego Angulo Íñiguez, storico dell'arte spagnolo (n. 1901)
- 5 ottobre - Stefano Terra, scrittore, giornalista e poeta italiano (n. 1917)
- 5 ottobre - James H. Wilkinson, matematico britannico (n. 1919)
- 5 ottobre - Hal B. Wallis, produttore cinematografico statunitense (n. 1898)
- 6 ottobre - Marie-Hélène Arnaud, modella e attrice francese (n. 1934)
- 6 ottobre - Loris Gizzi, attore italiano (n. 1899)
- 6 ottobre - Aleksandr Kaljužnyj, ballerino cecoslovacco (n. 1923)
- 6 ottobre - David Rubinoff, violinista russo (n. 1897)
- 7 ottobre - André Berry, scrittore francese (n. 1902)
- 7 ottobre - Cheryl Crawford, produttrice teatrale e direttrice artistica statunitense (n. 1902)
- 7 ottobre - Liu Bocheng, generale e politico cinese (n. 1892)
- 7 ottobre - Paul Tournier, medico e scrittore svizzero (n. 1898)
- 8 ottobre - Shadi Abdel Salam, regista, sceneggiatore e scenografo egiziano (n. 1930)
- 8 ottobre - Mario Bertolazzi, direttore d'orchestra e compositore italiano (n. 1918)
- 8 ottobre - Megumu Tamura, calciatore giapponese (n. 1927)
- 9 ottobre - Gigetta Morano, attrice italiana (n. 1887)
- 9 ottobre - Vasile Patilineț, politico rumeno (n. 1923)
- 9 ottobre - Harald Reinl, regista tedesco (n. 1908)
- 10 ottobre - Han Drijver, hockeista su prato olandese (n. 1927)
- 10 ottobre - Rusty Lane, attore statunitense (n. 1899)
- 10 ottobre - Michele Pellegrino, cardinale, arcivescovo cattolico e letterato italiano (n. 1903)
- 10 ottobre - Gleb Wataghin, fisico russo (n. 1899)
- 11 ottobre - Georges Dumézil, storico delle religioni, linguista e filologo francese (n. 1898)
- 11 ottobre - David Hand, animatore, regista e produttore cinematografico statunitense (n. 1900)
- 11 ottobre - Paul Rudolf Henning, architetto tedesco (n. 1886)
- 11 ottobre - Boris Leven, scenografo russo (n. 1908)
- 12 ottobre - Mikuláš Huba, attore slovacco (n. 1919)
- 12 ottobre - Franco Pironi, calciatore italiano (n. 1898)
- 13 ottobre - Stefano Di Bonaventura, militare italiano (n. 1966)
- 13 ottobre - Frédéric Lansac, regista francese (n. 1942)
- 14 ottobre - Milovan Ćirić, allenatore di calcio e calciatore jugoslavo (n. 1918)
- 14 ottobre - Umberto Delle Fave, politico italiano (n. 1912)
- 14 ottobre - Jean Gautheroux, calciatore francese (n. 1909)
- 14 ottobre - Spec O'Donnell, attore statunitense (n. 1911)
- 14 ottobre - Barry Salvage, allenatore di calcio e calciatore inglese (n. 1948)
- 14 ottobre - Keenan Wynn, attore statunitense (n. 1916)
- 14 ottobre - Bilal Xhaferri, scrittore albanese (n. 1935)
- 15 ottobre - Beppe Levrero, pittore italiano (n. 1901)
- 15 ottobre - Umberto Lombardini, calciatore italiano (n. 1920)
- 15 ottobre - Jacqueline Roque, artista francese (n. 1926)
- 16 ottobre - Arthur Grumiaux, violinista belga (n. 1921)
- 16 ottobre - Giovanni Invernizzi, canottiere italiano (n. 1926)
- 16 ottobre - Jesús María Pérez, cestista spagnolo (n. 1930)
- 16 ottobre - Sandro Puppo, allenatore di calcio e calciatore italiano (n. 1918)
- 16 ottobre - Carlo Romei, sindacalista e politico italiano (n. 1924)
- 16 ottobre - Ted Sagar, calciatore inglese (n. 1910)
- 16 ottobre - Iolanda Margherita di Savoia, principessa italiana (n. 1901)
- 17 ottobre - Boris Arkad'ev, calciatore e allenatore di calcio sovietico (n. 1899)
- 17 ottobre - Amalia Miotti, politica italiana (n. 1916)
- 17 ottobre - Leah Rhodes, costumista statunitense (n. 1902)
- 17 ottobre - Zhang Ping, attore cinese (n. 1917)
- 18 ottobre - Sverre Haugli, pattinatore di velocità su ghiaccio norvegese (n. 1925)
- 18 ottobre - Giuseppe Ramazzotti, zoologo italiano (n. 1898)
- 18 ottobre - Xing Weining, cestista cinese
- 19 ottobre - Alfred Bauer, giurista e storico del cinema tedesco (n. 1911)
- 19 ottobre - Donatello D'Orazio, giornalista e scrittore italiano (n. 1896)
- 19 ottobre - Oldřich Lipský, regista e sceneggiatore ceco (n. 1924)
- 19 ottobre - Samora Machel, politico, rivoluzionario e militare mozambicano (n. 1933)
- 20 ottobre - Angela Basarocco, religiosa italiana (n. 1914)
- 20 ottobre - Fritz Hochwälder, scrittore e drammaturgo austriaco (n. 1911)
- 20 ottobre - Alain Moineau, ciclista su strada francese (n. 1928)
- 20 ottobre - Cherubino Trabucchi, psichiatra italiano (n. 1911)
- 20 ottobre - Tadao Uesako, ginnasta giapponese (n. 1926)
- 21 ottobre - Theodor Busse, generale tedesco (n. 1897)
- 21 ottobre - Stanis Dessy, pittore, incisore e scultore italiano (n. 1900)
- 21 ottobre - Augusta Holtz, supercentenaria tedesca (n. 1871)
- 21 ottobre - Nicola Mosso, architetto italiano (n. 1899)
- 21 ottobre - Vittorio Tracuzzi, cestista e allenatore di pallacanestro italiano (n. 1923)
- 22 ottobre - Salvatore Ferrara, politico italiano (n. 1924)
- 22 ottobre - Peter Marshall, attore cinematografico britannico (n. 1957)
- 22 ottobre - Salvatore Totò Rizzo, giornalista e scrittore italiano (n. 1936)
- 22 ottobre - Karl Hugo Schmölz, fotografo tedesco (n. 1917)
- 22 ottobre - Albert Szent-Györgyi, biochimico ungherese (n. 1893)
- 22 ottobre - Bernard Joseph Topel, vescovo cattolico e matematico statunitense (n. 1903)
- 22 ottobre - Ye Jianying, politico e generale cinese (n. 1897)
- 23 ottobre - Edward Adelbert Doisy, biochimico statunitense (n. 1893)
- 23 ottobre - Jérôme Dufromont, ciclista su strada belga (n. 1913)
- 24 ottobre - Carlo Brizzolara, scrittore e giornalista italiano (n. 1911)
- 24 ottobre - Luca Cicolella, giornalista e scrittore italiano (n. 1924)
- 24 ottobre - Enric Margall, cestista spagnolo (n. 1944)
- 24 ottobre - Aligi Onniboni, avvocato, enigmista e politico italiano (n. 1906)
- 25 ottobre - Guillermo Eizaguirre, allenatore di calcio e calciatore spagnolo (n. 1909)
- 25 ottobre - Joseph B. Johnson, politico svedese (n. 1893)
- 25 ottobre - Gino Mattarelli, politico italiano (n. 1921)
- 25 ottobre - Forrest Tucker, attore statunitense (n. 1919)
- 26 ottobre - Arne Andersen, calciatore norvegese (n. 1900)
- 26 ottobre - Lawrence Fertig, giornalista, economista e pubblicitario statunitense (n. 1898)
- 26 ottobre - Gilda Pansiotti, pittrice italiana (n. 1891)
- 26 ottobre - Jackson Scholz, velocista statunitense (n. 1897)
- 27 ottobre - Alfred Au, calciatore tedesco (n. 1898)
- 27 ottobre - Alberigo Crocetta, produttore discografico e imprenditore italiano (n. 1925)
- 28 ottobre - John Braine, scrittore britannico (n. 1922)
- 28 ottobre - Ian Marter, attore e scrittore britannico (n. 1944)
- 29 ottobre - Raffaele Rossini, calciatore e allenatore di calcio italiano (n. 1912)
- 29 ottobre - Aroldo Vaccari, calciatore italiano (n. 1908)
- 29 ottobre - Harry Voigt, velocista tedesco (n. 1913)
- 30 ottobre - Dino Curcio, attore italiano (n. 1929)
- 30 ottobre - Guido Lelli, ciclista su strada italiano (n. 1921)
- 30 ottobre - Abel Meeropol, scrittore e insegnante statunitense (n. 1903)
- 30 ottobre - Ernst Poertgen, calciatore tedesco (n. 1912)
- 31 ottobre - Hendrik Hubert Frehen, vescovo cattolico olandese (n. 1917)
- 31 ottobre - Bob Hardisty, calciatore inglese (n. 1921)
- 31 ottobre - Robert Mulliken, fisico e chimico statunitense (n. 1896)
- 31 ottobre - Bruno Snell, grecista e filologo classico tedesco (n. 1896)
- 31 ottobre - Félicien Vervaecke, ciclista su strada belga (n. 1907)

## Novembre(100)
- 1º novembre - Libero Pollastri, calciatore italiano (n. 1910)
- 2 novembre - Bruno Betti, siepista e dirigente sportivo italiano (n. 1911)
- 2 novembre - Paul Frees, attore e doppiatore statunitense (n. 1920)
- 3 novembre - Ricardo Bescansa, imprenditore spagnolo (n. 1912)
- 3 novembre - Adolf Busemann, ingegnere tedesco (n. 1901)
- 3 novembre - Eddie Davis, sassofonista statunitense (n. 1922)
- 4 novembre - Francesco Cossu, canottiere italiano (n. 1907)
- 4 novembre - Harry M. Rose, medico e microbiologo statunitense (n. 1906)
- 4 novembre - 'Abd Allah al-Yafi, politico libanese (n. 1901)
- 5 novembre - Adolf Brudes, pilota automobilistico tedesco (n. 1899)
- 5 novembre - Claude Jutra, regista, attore e sceneggiatore canadese (n. 1930)
- 5 novembre - Jože Udovič, poeta e traduttore sloveno (n. 1912)
- 6 novembre - Ezio Bruno Caraceni, scultore e pittore italiano (n. 1927)
- 6 novembre - Elisabeth Grümmer, soprano tedesco (n. 1911)
- 6 novembre - James S Holmes, poeta e traduttore olandese (n. 1924)
- 6 novembre - Lili Kraus, pianista ungherese (n. 1903)
- 6 novembre - Mario Scotto, arbitro di calcio italiano (n. 1904)
- 7 novembre - Marino Benvenuti, psichiatra italiano (n. 1901)
- 7 novembre - Giovanni Favaretto Fisca, politico italiano (n. 1902)
- 7 novembre - Henry Gilman, chimico statunitense (n. 1893)
- 7 novembre - Pietro Gismondi, giurista italiano (n. 1913)
- 7 novembre - Alan Hewitt, attore, produttore cinematografico e produttore televisivo statunitense (n. 1915)
- 8 novembre - Franz Xaver Dorsch, ingegnere tedesco (n. 1899)
- 8 novembre - Harry William Holmes, esperantista britannico (n. 1896)
- 8 novembre - Artur London, politico e scrittore ceco (n. 1915)
- 8 novembre - Vjačeslav Michajlovič Molotov, politico, diplomatico e rivoluzionario sovietico (n. 1890)
- 8 novembre - Nils Ramm, pugile svedese (n. 1903)
- 9 novembre - Charles Edward Kemp, compositore di scacchi britannico (n. 1901)
- 9 novembre - Henry Russell, velocista statunitense (n. 1904)
- 10 novembre - King Clancy, hockeista su ghiaccio e allenatore di hockey su ghiaccio canadese (n. 1902)
- 10 novembre - Vicente Trueba, ciclista su strada spagnolo (n. 1905)
- 10 novembre - Leona Woods, fisica statunitense (n. 1919)
- 11 novembre - Isa Belli Barsali, storica dell'arte italiana (n. 1920)
- 11 novembre - Roger C. Carmel, attore statunitense (n. 1932)
- 12 novembre - Ria Baran, pattinatrice artistica su ghiaccio tedesca (n. 1922)
- 12 novembre - Jean-Pierre Boyer, compositore di scacchi francese (n. 1935)
- 12 novembre - Erich Koch, politico tedesco (n. 1896)
- 12 novembre - Gustavo Thorlichen, fotografo e pittore tedesco (n. 1906)
- 13 novembre - Franco Cortese, pilota automobilistico italiano (n. 1903)
- 13 novembre - Francisco Flores Cordoba, calciatore messicano (n. 1926)
- 13 novembre - Bernardino Palazzi, pittore italiano (n. 1907)
- 13 novembre - Rudolf Schock, tenore tedesco (n. 1915)
- 14 novembre - Sven Tito Achen, scrittore danese (n. 1922)
- 14 novembre - Erik Byléhn, mezzofondista e velocista svedese (n. 1898)
- 14 novembre - Ferdinand Daučík, calciatore e allenatore di calcio cecoslovacco (n. 1910)
- 14 novembre - Fumiko Enchi, scrittrice giapponese (n. 1905)
- 14 novembre - Giovanni Ghinazzi, aviatore italiano (n. 1915)
- 15 novembre - Louis François, lottatore francese (n. 1906)
- 15 novembre - Alexandre Tansman, compositore polacco (n. 1897)
- 16 novembre - Vito Kubilus, cestista e allenatore di pallacanestro statunitense (n. 1914)
- 16 novembre - Siobhán McKenna, attrice irlandese (n. 1922)
- 17 novembre - Georges Besse, dirigente d'azienda e imprenditore francese (n. 1927)
- 17 novembre - Harold Grad, matematico statunitense (n. 1923)
- 18 novembre - Lajos Bárdos, compositore e direttore di coro ungherese (n. 1899)
- 18 novembre - Gia Carangi, supermodella statunitense (n. 1960)
- 18 novembre - Michele Mara, ciclista su strada italiano (n. 1903)
- 18 novembre - Francesco Placereani, presbitero e traduttore italiano (n. 1920)
- 18 novembre - Stephen O. Rice, ingegnere e statistico statunitense (n. 1907)
- 19 novembre - Luigi Crocco, ingegnere italiano (n. 1909)
- 21 novembre - Jerry Colonna, attore statunitense (n. 1904)
- 21 novembre - Edgardo Mannucci, scultore italiano (n. 1904)
- 21 novembre - Marcelino Sánchez, attore portoricano (n. 1957)
- 22 novembre - Scatman Crothers, attore e cantante statunitense (n. 1910)
- 22 novembre - Aleksandr Nikolaevič Dejč, astronomo sovietico (n. 1900)
- 22 novembre - Daan van Dijk, pistard olandese (n. 1907)
- 22 novembre - Adriano Guerrini, poeta e docente italiano (n. 1923)
- 22 novembre - Malcolm Nokes, martellista e discobolo britannico (n. 1897)
- 22 novembre - Dinny Pails, tennista australiano (n. 1921)
- 23 novembre - Hans-Dietrich Ernst, avvocato e militare tedesco (n. 1908)
- 23 novembre - Olaf Hoffsbakken, sciatore nordico norvegese (n. 1908)
- 23 novembre - Yasuzō Masumura, regista e sceneggiatore giapponese (n. 1924)
- 23 novembre - Giovanni Rossini, politico italiano (n. 1903)
- 23 novembre - Frank Smith, fumettista statunitense (n. 1908)
- 23 novembre - Fausto Vicarelli, economista italiano (n. 1936)
- 23 novembre - Kikuji Yamashita, pittore giapponese (n. 1919)
- 24 novembre - Renato Bertocchi, calciatore italiano (n. 1925)
- 24 novembre - Mazzino Montinari, germanista e filosofo italiano (n. 1928)
- 24 novembre - Al Smith, fumettista statunitense (n. 1902)
- 25 novembre - Don Towsley, animatore e regista statunitense (n. 1912)
- 26 novembre - Betico Croes, attivista e politico olandese (n. 1938)
- 26 novembre - Ingeborg Drewitz, scrittrice tedesca (n. 1923)
- 26 novembre - Nagayasu Honda, calciatore giapponese (n. 1906)
- 26 novembre - Kaku Takagawa, goista giapponese (n. 1915)
- 27 novembre - Andrea Cefaly junior, pittore italiano (n. 1901)
- 27 novembre - Leonard Harrison Matthews, zoologo britannico (n. 1901)
- 27 novembre - Robert Priestley, scenografo statunitense (n. 1901)
- 27 novembre - Steve Tracy, attore statunitense (n. 1952)
- 27 novembre - Géza von Radványi, regista, sceneggiatore e produttore cinematografico ungherese (n. 1907)
- 28 novembre - Gentile Bargero, calciatore italiano (n. 1901)
- 28 novembre - Emilio Scanavino, pittore e scultore italiano (n. 1922)
- 29 novembre - Amilcare Bertozzi, imprenditore italiano (n. 1899)
- 29 novembre - Cary Grant, attore britannico (n. 1904)
- 29 novembre - Jānis Lidmanis, cestista e calciatore lettone (n. 1910)
- 29 novembre - János Szabó, cestista e allenatore di pallacanestro ungherese (n. 1917)
- 29 novembre - Herb Vigran, attore statunitense (n. 1910)
- 30 novembre - Francisco Ciutat de Miguel, militare e rivoluzionario spagnolo (n. 1909)
- 30 novembre - Emil Jónsson, politico islandese (n. 1902)
- 30 novembre - Eino Leino, lottatore finlandese (n. 1891)
- 30 novembre - Guglielmo Marin, ciclista su strada italiano (n. 1905)
- 30 novembre - Antonio Piatesi, compositore di scacchi italiano (n. 1903)

## Dicembre(126)
- 1º dicembre - Ernest Burkhart, criminale e assassino statunitense (n. 1892)
- 1º dicembre - Lee Dorsey, cantante statunitense (n. 1926)
- 1º dicembre - Horace Heidt, pianista statunitense (n. 1901)
- 1º dicembre - Bobby Layne, giocatore di football americano statunitense (n. 1926)
- 1º dicembre - Frank McCarthy, generale e produttore cinematografico statunitense (n. 1912)
- 1º dicembre - Martin John O'Connor, arcivescovo cattolico statunitense (n. 1900)
- 2 dicembre - Desi Arnaz, attore, comico e musicista cubano (n. 1917)
- 2 dicembre - Ottavia Penna Buscemi, politica italiana (n. 1907)
- 2 dicembre - Ken Scott, attore statunitense (n. 1928)
- 2 dicembre - Arvid Thörn, calciatore svedese (n. 1911)
- 3 dicembre - Austin Hayes, calciatore irlandese (n. 1958)
- 3 dicembre - Jiří Taufer, poeta cecoslovacco (n. 1911)
- 4 dicembre - Domenico Attianese, poliziotto italiano (n. 1941)
- 4 dicembre - Sereno Gianesello, allenatore di calcio e calciatore italiano (n. 1912)
- 5 dicembre - Theodor Kretschmer, generale tedesco (n. 1901)
- 5 dicembre - Nicolò Rasmo, storico dell'arte italiano (n. 1909)
- 5 dicembre - Lê Trọng Tấn, generale e politico vietnamita (n. 1914)
- 7 dicembre - Enrico Arrigoni, anarchico italiano (n. 1894)
- 7 dicembre - Charlotte Bara, ballerina tedesca (n. 1901)
- 7 dicembre - Roberto Bianchi Montero, regista, sceneggiatore e attore italiano (n. 1907)
- 7 dicembre - Franco Ferrai, artista italiano (n. 1910)
- 7 dicembre - Luigi Gabba, calciatore italiano (n. 1906)
- 7 dicembre - Pietro Ghizzardi, pittore e scrittore italiano (n. 1906)
- 7 dicembre - Concha Méndez, poetessa spagnola (n. 1898)
- 7 dicembre - Aleksandr Vasil'evič Saričev, compositore di scacchi sovietico (n. 1909)
- 7 dicembre - Albert Schwartz, nuotatore statunitense (n. 1907)
- 8 dicembre - Ernst Biberstein, militare, agente segreto e pastore protestante tedesco (n. 1899)
- 8 dicembre - Ernest Gross, calciatore francese (n. 1902)
- 8 dicembre - Anatolij Marčenko, scrittore e attivista sovietico (n. 1938)
- 8 dicembre - Karl Plattner, pittore italiano (n. 1919)
- 8 dicembre - Christopher Sykes, giornalista e scrittore britannico (n. 1907)
- 8 dicembre - Angelo Fausto Vallainc, vescovo cattolico italiano (n. 1916)
- 9 dicembre - Gianna Boschi, pittrice italiana (n. 1913)
- 9 dicembre - Antonio Cardile, pittore, scultore e incisore italiano (n. 1914)
- 9 dicembre - Mario Gardini, calciatore italiano (n. 1908)
- 9 dicembre - Edgardo Vaghi, bobbista italiano (n. 1915)
- 10 dicembre - Géza Bajári, cestista ungherese (n. 1919)
- 10 dicembre - Susan Cabot, attrice statunitense (n. 1927)
- 10 dicembre - Ricardo Carmona, fisico spagnolo (n. 1948)
- 10 dicembre - Bruno Mora, calciatore e allenatore di calcio italiano (n. 1937)
- 10 dicembre - Rino Pucci, pistard italiano (n. 1922)
- 10 dicembre - Victor Guillermo Ramos Rangel, musicista e compositore venezuelano (n. 1911)
- 12 dicembre - Sergio Bettini, storico dell'arte italiano (n. 1905)
- 12 dicembre - Alberto Del Nero, politico italiano (n. 1918)
- 12 dicembre - Harry Owens, compositore statunitense (n. 1902)
- 12 dicembre - Felix Simon, alpinista, chimico e imprenditore tedesco (n. 1896)
- 12 dicembre - Alexander Hanchett Smith, micologo e agronomo statunitense (n. 1904)
- 13 dicembre - Heather Angel, attrice e doppiatrice britannica (n. 1909)
- 13 dicembre - Ella Baker, attivista statunitense (n. 1903)
- 13 dicembre - Kuwasi Balagoon, anarchico, attivista e criminale statunitense (n. 1946)
- 13 dicembre - Smita Patil, attrice indiana (n. 1955)
- 13 dicembre - Kim Peyton, nuotatrice statunitense (n. 1957)
- 13 dicembre - Luigi Zuppante, politico italiano (n. 1903)
- 14 dicembre - Aleksej Guščin, tiratore a segno sovietico (n. 1922)
- 14 dicembre - Dick Mehen, cestista statunitense (n. 1922)
- 14 dicembre - Giusto Pinzani, artigiano italiano (n. 1897)
- 14 dicembre - Antal Páger, attore ungherese (n. 1899)
- 15 dicembre - Serge Lifar, ballerino e coreografo russo (n. 1905)
- 15 dicembre - Seymour Lipton, scultore statunitense (n. 1903)
- 15 dicembre - Michael Rutzgis, cestista e allenatore di pallacanestro statunitense (n. 1915)
- 15 dicembre - John Zaremba, attore statunitense (n. 1908)
- 16 dicembre - Oleg Gončarenko, pattinatore di velocità su ghiaccio sovietico (n. 1931)
- 16 dicembre - Amleto Miniati, calciatore italiano (n. 1908)
- 16 dicembre - Pasquale Quaremba, vescovo cattolico italiano (n. 1905)
- 16 dicembre - Carlo Venturi, fisarmonicista italiano (n. 1943)
- 17 dicembre - Giancarlo Asteo, cestista e allenatore di pallacanestro italiano (n. 1933)
- 17 dicembre - Guillermo Cano Isaza, giornalista colombiano (n. 1925)
- 17 dicembre - Władysław Moes, nobile polacco (n. 1900)
- 17 dicembre - Andrea Viglongo, editore e giornalista italiano (n. 1900)
- 18 dicembre - George Amy, montatore, regista e produttore cinematografico statunitense (n. 1903)
- 18 dicembre - Alain Caron, hockeista su ghiaccio canadese (n. 1938)
- 18 dicembre - Mamo Clark, attrice statunitense (n. 1914)
- 18 dicembre - Ulrico Girardi, bobbista italiano (n. 1930)
- 19 dicembre - Virginia Andrews, scrittrice statunitense (n. 1923)
- 19 dicembre - Willy Favre, sciatore alpino svizzero (n. 1943)
- 19 dicembre - Domingo García Heredia, calciatore peruviano (n. 1904)
- 19 dicembre - Roger Grove, giocatore di football americano statunitense (n. 1908)
- 19 dicembre - Avelar Brandão Vilela, cardinale e arcivescovo cattolico brasiliano (n. 1912)
- 20 dicembre - Rossella Como, attrice italiana (n. 1939)
- 20 dicembre - Quirino Russo, politico e avvocato italiano (n. 1921)
- 21 dicembre - Umberto Donà, calciatore italiano (n. 1894)
- 21 dicembre - Frank Rawcliffe, calciatore inglese (n. 1921)
- 21 dicembre - Sven-Ove Svensson, calciatore svedese (n. 1922)
- 22 dicembre - Nii Amaa Ollennu, politico ghanese (n. 1906)
- 22 dicembre - Mary Burchell, attivista e scrittrice britannica (n. 1904)
- 22 dicembre - Maurice Grosser, pittore, critico d'arte e scenografo statunitense (n. 1903)
- 22 dicembre - Giuseppe Seccatore, calciatore italiano (n. 1901)
- 22 dicembre - Harvey Stephens, attore statunitense (n. 1901)
- 23 dicembre - Dante Sciacqui, basso italiano (n. 1894)
- 23 dicembre - R. Gordon Wasson, statunitense (n. 1898)
- 24 dicembre - Gardner Fox, fumettista e scrittore statunitense (n. 1911)
- 24 dicembre - Gerda Munck, schermitrice danese (n. 1901)
- 24 dicembre - Agostino Rigi Luperti, agronomo italiano (n. 1906)
- 24 dicembre - Aleksandrs Vanags, calciatore, cestista e allenatore di pallacanestro lettone (n. 1919)
- 24 dicembre - Albert Widmann, militare tedesco (n. 1912)
- 24 dicembre - Richard van der Riet Woolley, astronomo britannico (n. 1906)
- 25 dicembre - Omraam Mikhaël Aïvanhov, filosofo e pedagogo bulgaro (n. 1900)
- 25 dicembre - Mohamed El Kassab, medico tunisino (n. 1926)
- 25 dicembre - Remo Prandini, presbitero e missionario italiano (n. 1942)
- 25 dicembre - Hamao Umezawa, medico giapponese (n. 1914)
- 25 dicembre - Friedrich von Ledebur, attore austriaco (n. 1900)
- 26 dicembre - Angelo Bioletto, fumettista italiano (n. 1906)
- 26 dicembre - Carlo Dani, dirigente sportivo e arbitro di calcio italiano (n. 1896)
- 26 dicembre - Carmine De Angelis, pittore italiano (n. 1923)
- 26 dicembre - Giusto Fegiz, medico italiano (n. 1899)
- 26 dicembre - Håkon Gundersen, calciatore norvegese (n. 1907)
- 26 dicembre - Elsa Lanchester, attrice britannica (n. 1902)
- 26 dicembre - Herwig Walter, attore tedesco (n. 1911)
- 26 dicembre - Erik Wilbek, cestista e pallamanista danese (n. 1920)
- 27 dicembre - André de Cayeux de Senarpont, geologo e paleontologo francese (n. 1907)
- 27 dicembre - George Dangerfield, giornalista e storico inglese (n. 1904)
- 27 dicembre - Dumas Malone, storico statunitense (n. 1892)
- 27 dicembre - Jolando Nuzzi, vescovo cattolico italiano (n. 1911)
- 27 dicembre - Semën Ržiščin, siepista sovietico (n. 1933)
- 27 dicembre - Louis Van Lint, pittore belga (n. 1909)
- 28 dicembre - Domenico Chiaramello, politico italiano (n. 1897)
- 28 dicembre - John D. MacDonald, scrittore statunitense (n. 1916)
- 29 dicembre - Ferruccio Barreca, archeologo italiano (n. 1923)
- 29 dicembre - Harold Macmillan, politico, militare e nobile britannico (n. 1894)
- 29 dicembre - Pietro Parente, cardinale, arcivescovo cattolico e teologo italiano (n. 1891)
- 29 dicembre - Andrej Tarkovskij, regista, sceneggiatore e montatore sovietico (n. 1932)
- 30 dicembre - Mario Siciliano, regista e sceneggiatore italiano (n. 1919)
- 31 dicembre - Rajmund Badó, lottatore ungherese (n. 1902)
- 31 dicembre - Piero Chiara, scrittore italiano (n. 1913)
- 31 dicembre - Lloyd Haynes, attore statunitense (n. 1934)
- 31 dicembre - Edoardo Toniolo, attore italiano (n. 1907)

## Senza giorno specificato(78)
- Hamit Akbay, calciatore turco (n. 1894)
- Ugoberto Alfassio Grimaldi, storico, saggista e giornalista italiano (n. 1915)
- Enzo Altobelli, violoncellista italiano (n. 1926)
- Vladimir Arzamaskov, cestista sovietico (n. 1951)
- Giovanni Balansino, pittore italiano (n. 1912)
- Luigi Barbano, calciatore italiano (n. 1920)
- Mansi Barberis, compositrice e musicista rumena (n. 1899)
- Kenneth Barker, attore britannico (n. 1900)
- Gianlino Baschirotto, militare e aviatore italiano (n. 1914)
- Ottorino Bossi, calciatore italiano (n. 1926)
- Esmée Bulnes, ballerina, direttrice artistica e coreografa britannica (n. 1900)
- Emilio Caglieri, commediografo italiano (n. 1898)
- Celso Calvetti, politico italiano (n. 1890)
- Gino Cancellotti, architetto italiano (n. 1896)
- Vera Cao Pinna, economista italiana (n. 1909)
- Antonio Cazzanelli, calciatore italiano (n. 1913)
- Enzio Cetrangolo, latinista, traduttore e poeta italiano (n. 1919)
- Edgardo Ciancamerla, calciatore italiano (n. 1912)
- Giulio Cittato, designer italiano (n. 1936)
- Lionello Colicigno, pianista, compositore e direttore d'orchestra italiano (n. 1909)
- Harry Cooke, schermidore britannico (n. 1907)
- Jeanne Daman, partigiana e insegnante belga (n. 1918)
- Andrea De Giovanni, fotografo italiano (n. 1912)
- Nives De Grassi, velocista italiana (n. 1913)
- Driss Debbagh, ambasciatore marocchino (n. 1921)
- José Carlos Delfim, calciatore portoghese (n. 1907)
- Edgardo Dell'Acqua, fumettista italiano (n. 1912)
- Alfonso Failla, politico e anarchico italiano (n. 1906)
- Nicolás Falero, calciatore uruguaiano (n. 1921)
- Medardo Fantuzzi, ingegnere italiano (n. 1906)
- Angelo Fiore, scrittore italiano (n. 1908)
- Louis Gardet, arabista, islamista e storico delle religioni francese (n. 1904)
- Nino Giglio, partigiano e giornalista italiano (n. 1912)
- Armando Giuffredi, scultore e medaglista italiano (n. 1909)
- Angelo Giusti, scacchista italiano (n. 1901)
- Sabrina Grigorian, attrice armena (n. 1956)
- Marc Herlant, biologo belga (n. 1907)
- Iorgu Iordan, linguista rumeno (n. 1888)
- Simion Ismailciuc, canoista romeno (n. 1930)
- György Kalmár, calciatore ungherese (n. 1913)
- Joseph Kaucsar, calciatore rumeno (n. 1904)
- Anbara Salam Khalidi, traduttrice, scrittrice e attivista libanese (n. 1897)
- Lee Kwon-mu, generale nordcoreano (n. 1914)
- Vincenzo La Gioia, imprenditore e dirigente sportivo italiano (n. 1901)
- Giuliano Laurenti, truccatore italiano (n. 1922)
- Mario Lupo, chimico e politico italiano (n. 1904)
- Nancy Lyle, tennista britannica (n. 1910)
- Antonio López Sierra, boia spagnolo (n. 1913)
- Moses Mabhida, politico sudafricano (n. 1923)
- Virgilio Martini, scrittore di fantascienza italiano (n. 1903)
- Francesco Mazzoleni, ingegnere italiano (n. 1914)
- Silvio Montanarella, aviatore e ammiraglio italiano (n. 1893)
- Viktor Viktorovič Morgenštern, regista sovietico (n. 1907)
- Robert Morris, allenatore di pallacanestro statunitense (n. 1902)
- Elizabeth Nord, sindacalista statunitense (n. 1902)
- Prospero Nuvoli, militare, aviatore e ingegnere italiano (n. 1901)
- Giuseppe Orlando, economista italiano (n. 1915)
- Franz Pagliani, politico e medico italiano (n. 1904)
- Carla Parsi-Bastogi, scrittrice italiana (n. 1904)
- Ferdinando Poggi, architetto italiano (n. 1902)
- Policarpo Ribeiro de Oliveira, calciatore brasiliano (n. 1907)
- Stephan Rauschert, botanico tedesco (n. 1931)
- Mohommed Rayyan, militare e aviatore iracheno (n. 1955)
- Federico Righi, pittore italiano (n. 1908)
- Edith Rimmington, pittrice, poetessa e fotografa britannica (n. 1902)
- Herbert A. Rosenfeld, psicoanalista britannico (n. 1910)
- Ferrer Rossi, violinista e compositore italiano (n. 1910)
- Pasquale Santucci, politico italiano (n. 1895)
- Ferdinando Scopacasa, musicista italiano (n. 1918)
- Stefano Tamburini, grafico, fumettista e musicista italiano (n. 1955)
- John Thibaut, sociologo e psicologo statunitense (n. 1917)
- Antonio Valese, calciatore e allenatore di calcio italiano (n. 1913)
- Suzanne Van Damme, pittrice belga (n. 1901)
- Lorenzo Vigo-Fazio, scrittore italiano (n. 1897)
- Jim Ware, cestista statunitense (n. 1944)
- Tahir Yahya, generale e politico iracheno (n. 1916)
- Ginés de Albareda, poeta spagnolo (n. 1908)
- Basili de Rubí, religioso e storico spagnolo (n. 1899)